# Zonnekruis

Een zonnekruis

Een zonnekruis heeft soms 8 spaken

Een zonnekruis, wielkruis, zonnewiel, zonnerad of joelrad is een symbool dat bestaat uit een gelijkzijdig kruis in een cirkel. Het wordt beschouwd als een zonnesymbool. Het zonnekruis is een van de oudste en meest verspreide grafische figuren, en staat bekend als een magisch-religieus symbool en decoratief element in alle grote culturen over de hele wereld. Het ontwerp wordt vaak gevonden in de symboliek van de prehistorische culturen, met name tijdens het Neolithicum en tot de Bronstijd periode van de Europese prehistorie. De figuur verschijnt op zo verschillende plaatsen als de Pyreneeën in Europa, Anatolië, Mesopotamië, het Hoogland van Iran en de steden Mohenjodaro en Harappa in de Indusvallei.
Deze figuur is geïnterpreteerd als een symbool van een unie van twee tegenstellingen, die overeenkomen met yin en yang in het Verre Oosten. Er is ook beweerd dat het zonnekruis mogelijk alleen de zon of de zon vertegenwoordigde in combinatie met een idee van een zogenaamde levensboom. De combinatie van een cirkel en een recht kruis (Grieks kruis) is vrij eenvoudig te construeren. Deze samengestelde figuur kan daarom verschillende betekenissen, symboliek en functies hebben gehad in verschillende culturen en tijdperken. Een dergelijke variatie in symboliek is een typisch kenmerk van veel oude en wijdverbreide grafische karakters. Een variant van het zonnekruis is het hakenkruis of de swastika.

## Symboolinhoud
Zowel de cirkel als het kruis zijn universele en zeer eenvoudige tekens die teruggaan tot de prehistorie, misschien wel de oudste symbolen ter wereld. De cirkel kan zowel als praktisch kenmerk als in magische, religieuze, ceremoniële of soortgelijke contexten zijn gebruikt. Zowel de cirkel, het rechtarmige kruis als de cirkel met het kruis erin, hebben dus waarschijnlijk een wisselende betekenis gehad voor de mensen die deze figuren hebben gebruikt. Er is bijvoorbeeld aangenomen dat de cirkel kan worden geïnterpreteerd als "zichzelf reflecterend door naar zichzelf terug te keren". Dit kan dan nog verder geïnterpreteerd worden als een slang die zichzelf bijt in de staart (Ouroboros), of als iets dat werkt in een eeuwige, gesloten beweging of andere staat.
De cirkel komt voor in de vroegste culturele vondsten, op natuurlijke formaties en objecten, bij verkeersaders en in woningen. De cirkel, zowel met als zonder elkaar snijdende lijnen als middelpunt, is waarschijnlijk vaak geïnterpreteerd als de zon of iets dat nauw verwant is aan de zon, hoewel de figuur dan de stralen mist die te zien zijn op de buitenrand van de zonneschijf. Het is bijvoorbeeld een meteorologisch teken van zonneschijn.
Met een gestrekte arm in de cirkel ontstaat een figuur die een wielkruis, een zonnewiel of een zonnekruis genoemd kan worden. De combinatie van zowel kruis als cirkel kan samen als een nog sterker teken worden ervaren dan afzonderlijk. De cirkel met het kruis kan door sommigen worden geïnterpreteerd als een zogenaamd kosmisch teken. Dit kan dan - met een beetje fantasie - weer nog verder geïnterpreteerd worden; zodat de figuur moet staan voor een vorm van totaliteit. Dan kan de bovenste helft de hemel betekenen met de elementen vuur en lucht, en de onderste helft de aarde met de elementen aarde en water.
Er zijn verschillende manieren om dit soort figuren te interpreteren. Een interpretatiemethode is om strikt te relateren aan interpretaties die kunnen worden onderbouwd op basis van algemeen beschikbaar, historisch bronnenmateriaal. Een andere interpretatiemethode is het gebruik van pure theorie, verbeelding, poëzie, andere literaire middelen of iets dergelijks en een betekenis en symboliek toe te voegen die de tolk juist lijkt.

## Scandinavische prehistorie

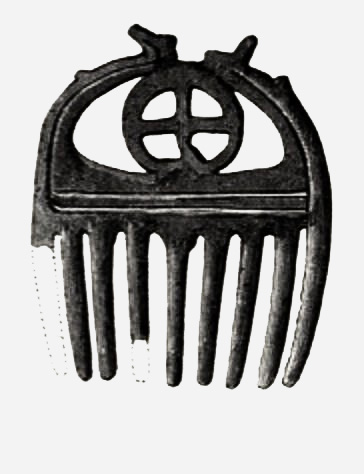
Bronzen kam uit de bronstijd, Falkenberg, Zweden

Zonnestrijdwagen van Trundholm, Denemarken

De symbolen zijn in Duitsland bekend als Radkreuz en in Denemarken als Hjulkors. Het is een motief van iconografie uit de Scandinavische prehistorie. Het is een cirkelvormig wiel waarvan de spaken een kruis vormen (dat de cirkel in vier gelijke gebieden verdeelt). Het motief verschijnt als rotstekeningen, zoals de rotstekeningen van Allinge-Sandvig, en op dekstenen van grote hunebedden (Bunsoh, Mechelsdorf 2), maar meestal op vondsten uit de Bronstijd.

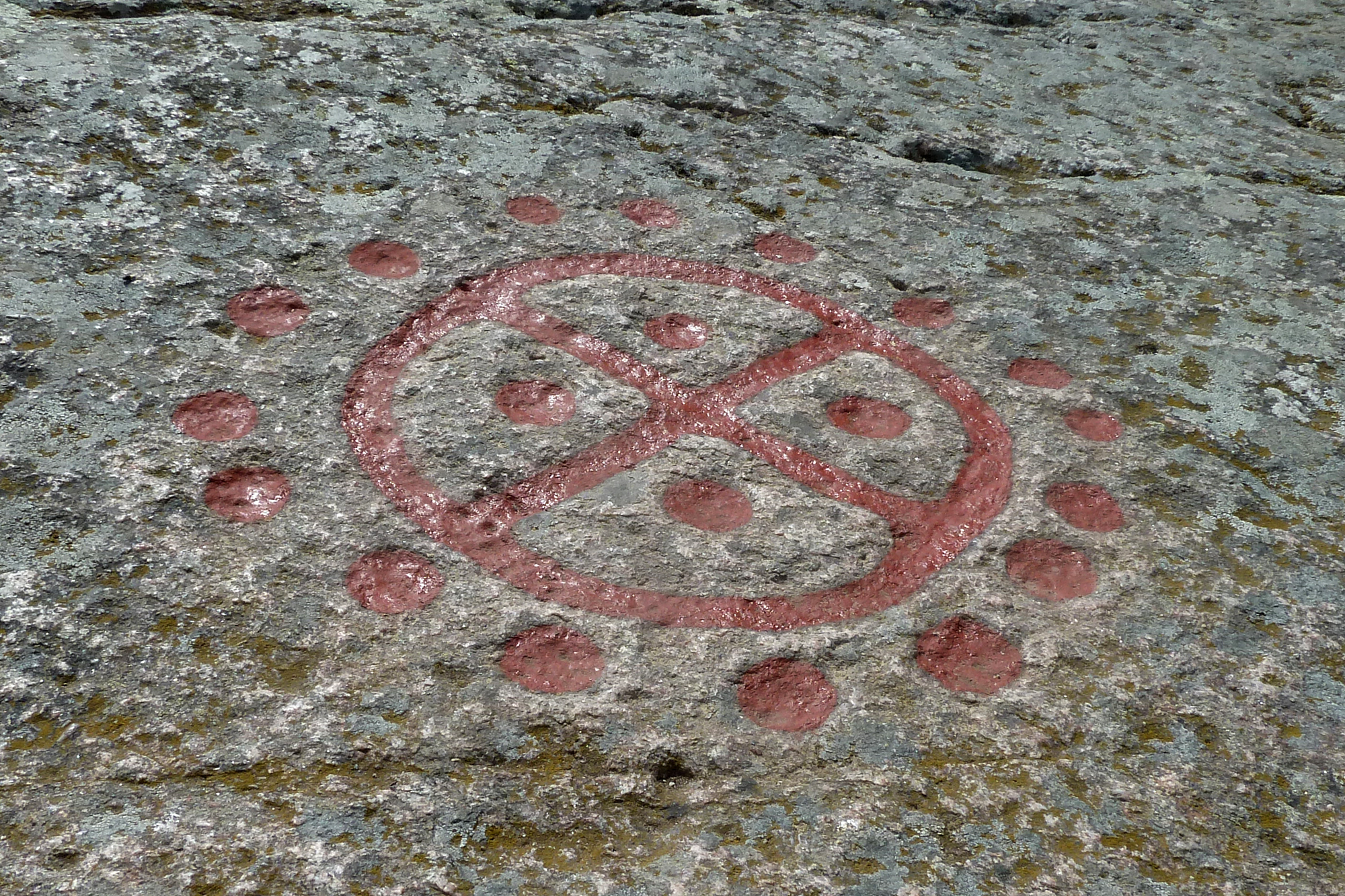
Zonnekruis met cup and ring marks op de rotstekeningen van Allinge-Sandvig, Denemarken
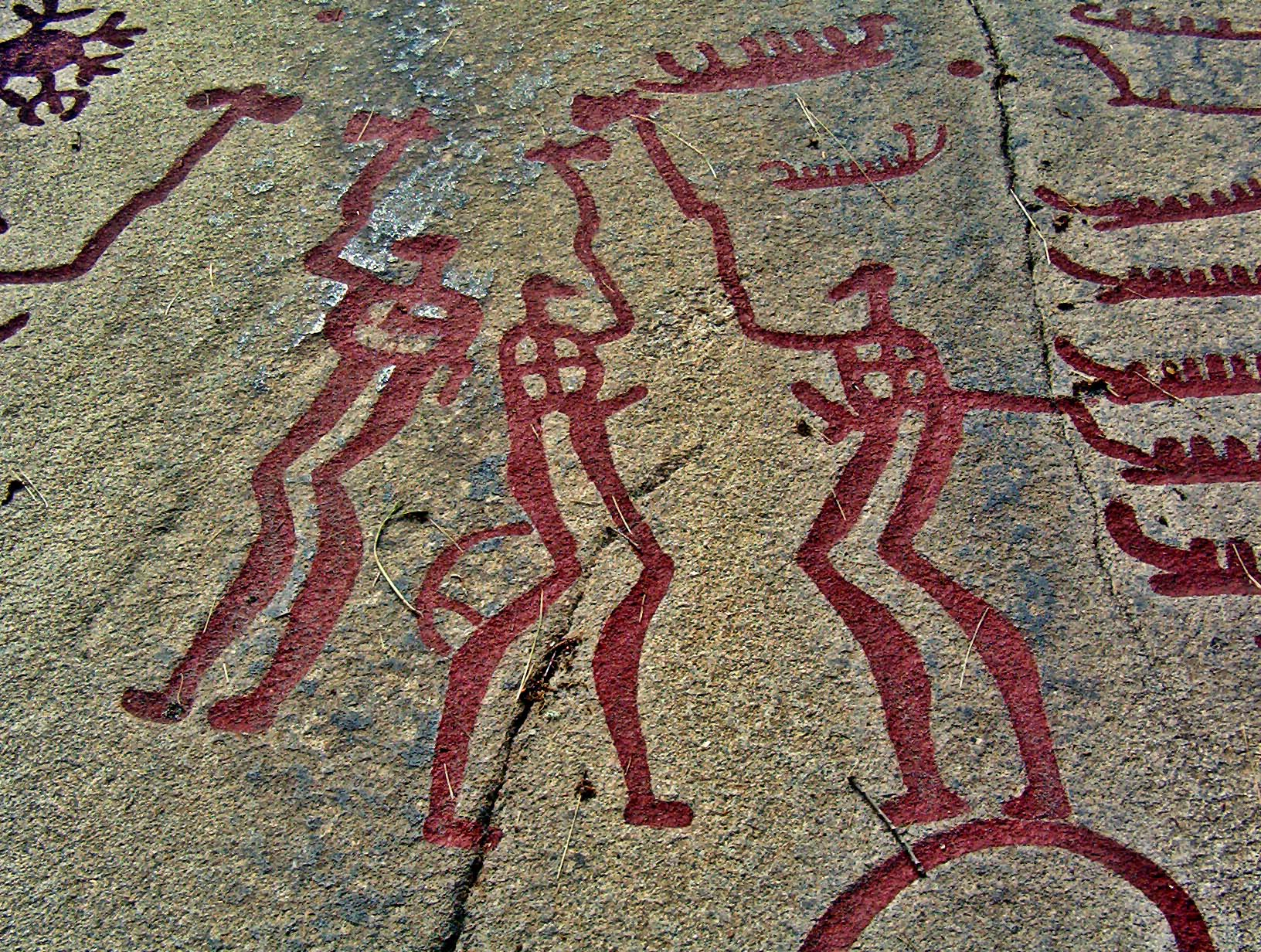
Een rotstekening met antropomorfe voorstelling uit de bronstijd, gevonden in Bohuslän, Zweden
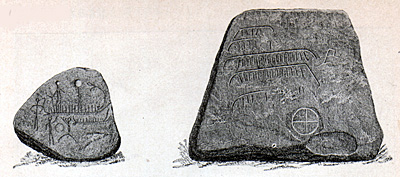
Rotstekeningen van Engelstrup en Herrestrup met een duidelijk zonnekruis, Denemarken
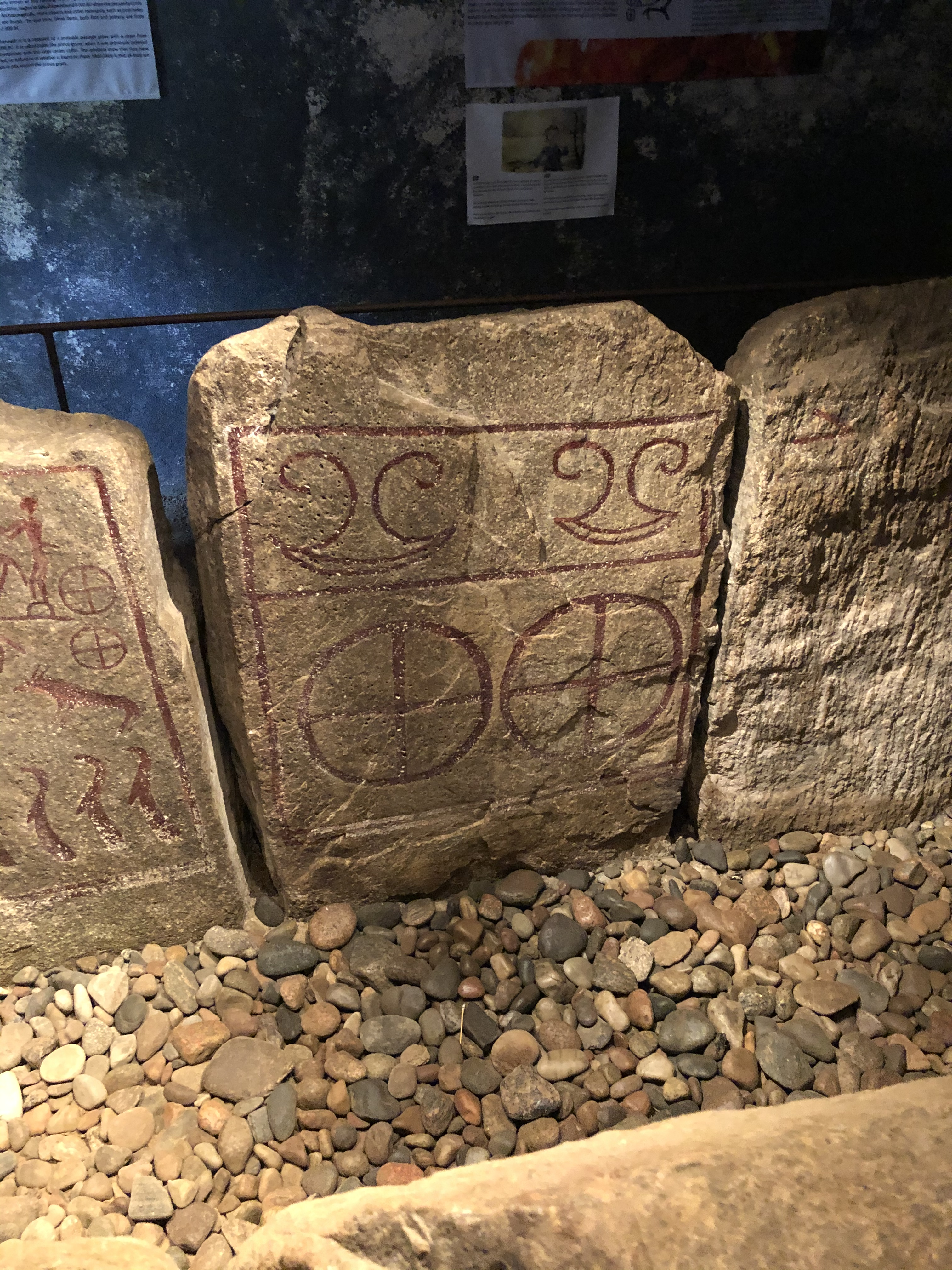
Zonnekruis op het koningsgraf van Kivik, Zweden

Enerzijds is het wielkruis een afbeelding van de zon of de zonneschijf. Aan de andere kant kan het volgens de Deense archeoloog Flemming Kaul worden geïnterpreteerd als een symbool voor de dag-nachtcyclus en de cyclus van de seizoenen.
De voorstelling is te vinden op veel cultusobjecten uit de Bronstijd, zoals de Zonnestrijdwagen van Trundholm of op sierlijke bronzen scheermessen, bijvoorbeeld in de vorm van het zonneschip. Wielkruisen komen vooral voor op rotstekeningen en steendecoraties, bijvoorbeeld op Bornholm of Greby. Ze verschijnen ook als het middelste deel van antropomorfe voorstellingen. Na cup and ring marks vormen wielsymbolen de grootste groep afbeeldingen op rotstekeningen in Scandinavië. In Denemarken en Zweden worden rotstekeningen met vier of, minder vaak, acht spaken gevonden.
In rotstekeningen worden wielkruisen vaak getoond op sokkels (zonnestellen). Aangezien rotstekeningen worden beschouwd als realistische weergaven van rituelen, kan worden aangenomen dat echte wielkruisen werden gebruikt bij de ceremonies. Dat wordt bewezen door vondsten, bijvoorbeeld door een miniatuur zonnetje op een standaard (Nationalmuseet) en een steen in de vorm van een wielkruis met vier cupmarks, die in 1999 op Seeland is gevonden.
Bij Sporaneset in Rauland wordt het zonnekruis gevonden in combinatie met landbouwsymbolen. Daarom wordt beweerd dat het symbool verband houdt met de landbouw en misschien ook met de vruchtbaarheidscultus.

## Andere culturen

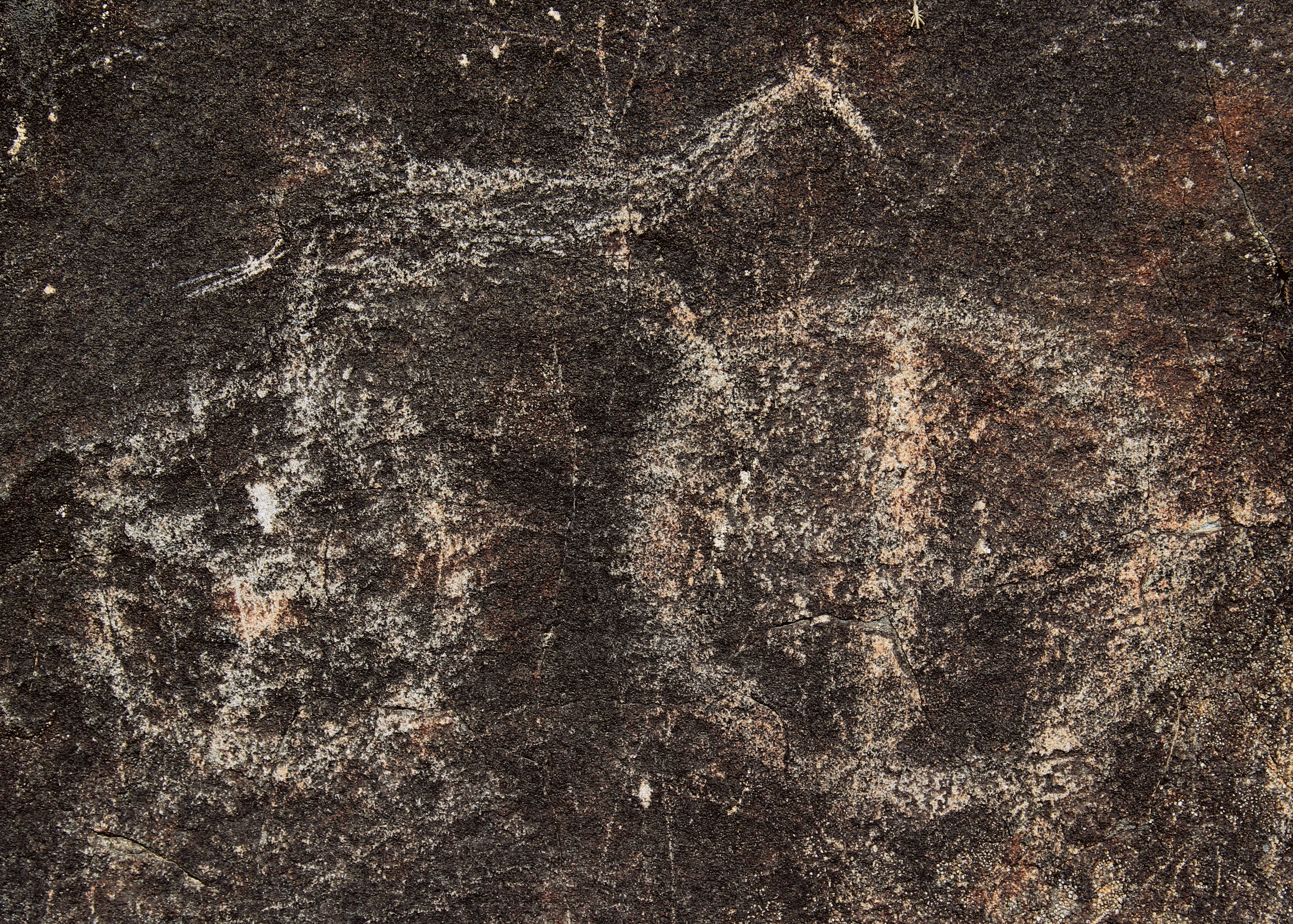
Detail van de rotstekeningen van Baga-Zarya, Boerjatië, Siberië

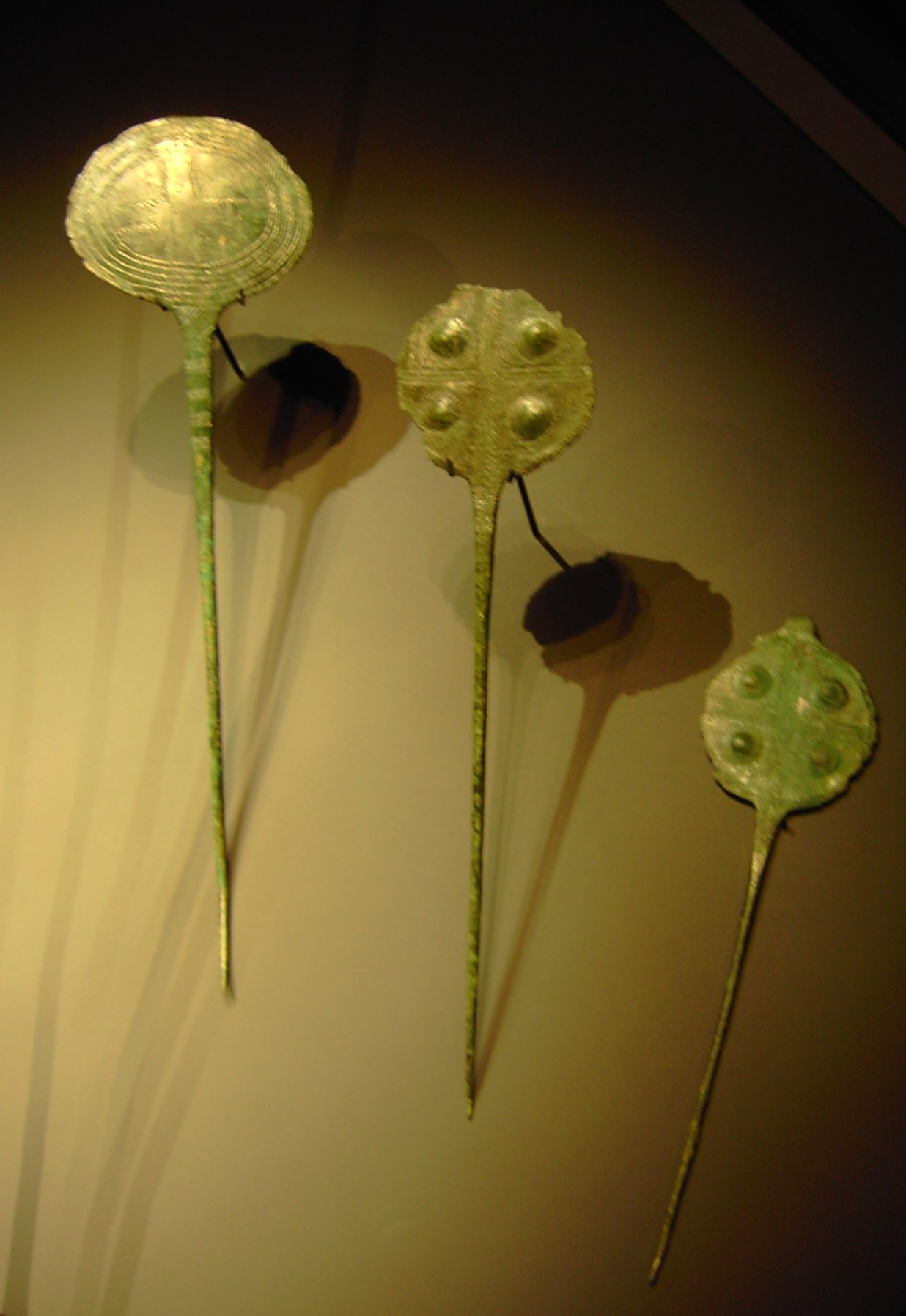
Naalden met zonnekruis op de kop gevonden in Zwitserland; Saillon, ca. 1600 v. Chr / Schnidejoch, 2000-1800, v. Chr. / Bex, ca. 1600 v. Chr

### Boerjatië
Ook op rotstekeningen in Boerjatië komt het zonnekruis voor.

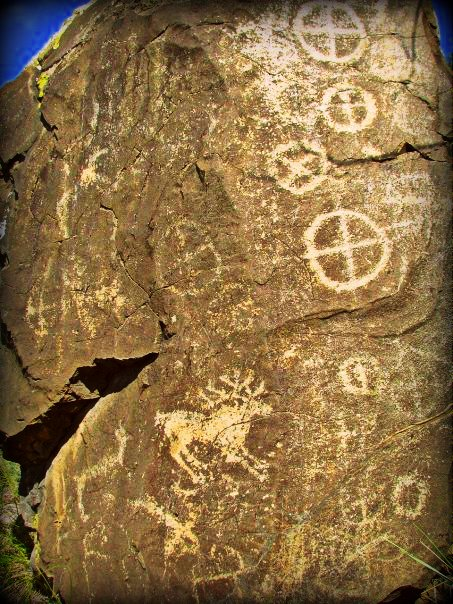
Rotstekeningen van Baga-Zarya, Boerjatië, Siberië
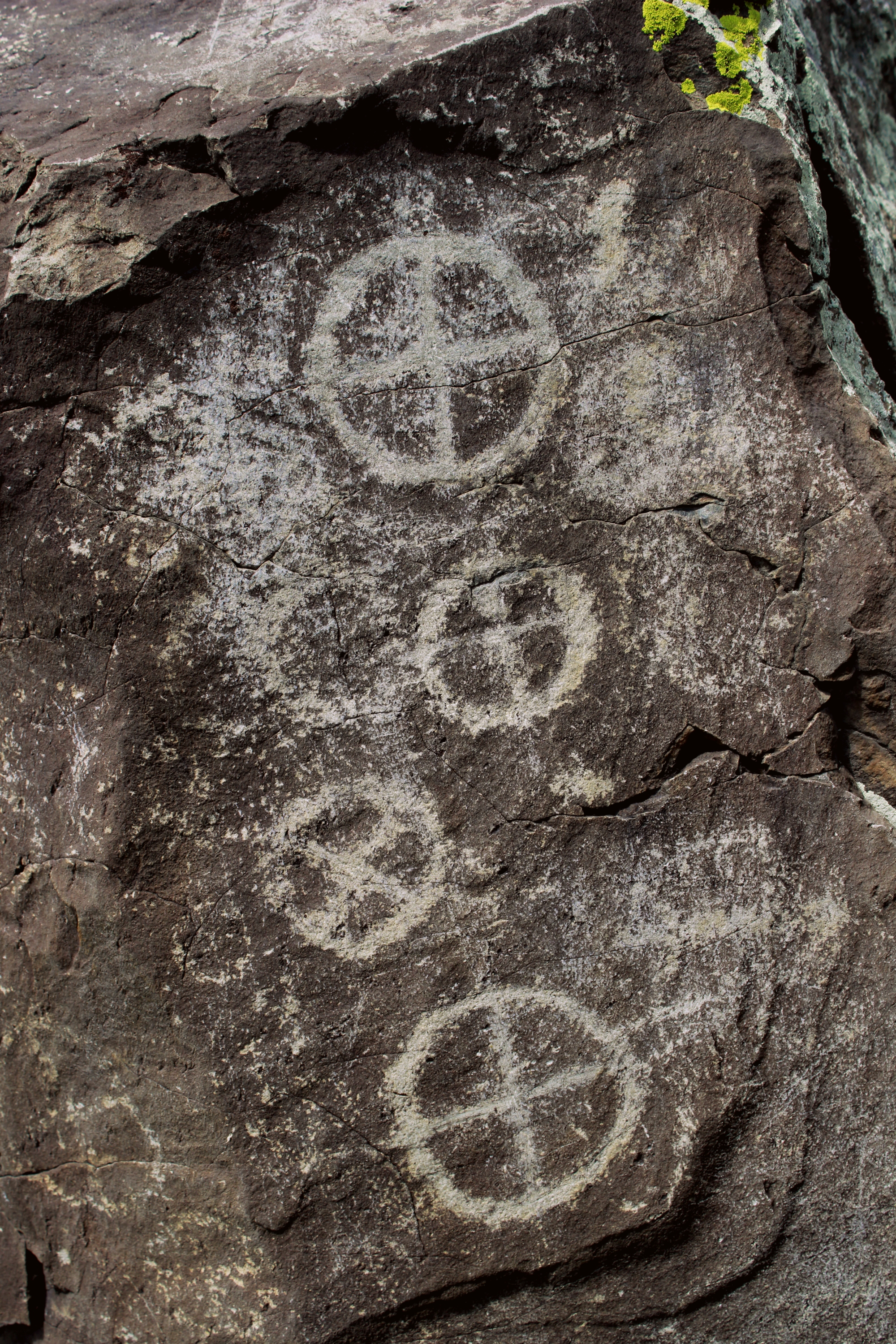
Rotstekeningen van Baga-Zarya, Boerjatië, Siberië

### Urnenveldcultuur
Hangers met het symbool van het zonnekruis, rond 1550-1000 v.Chr. gemaakt door de Urnenveldencultuur worden bewaard in het Landesmuseum Zürich.

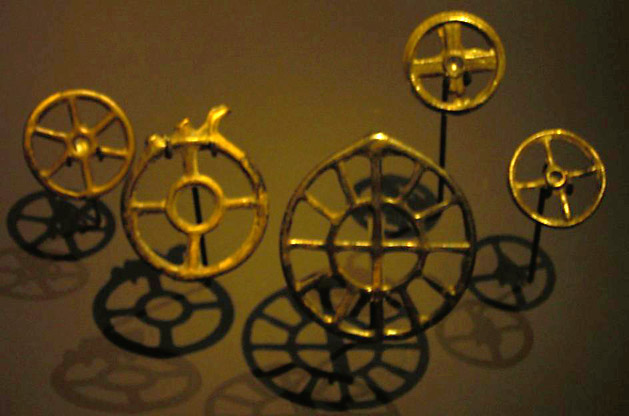
Hangers met het symbool van het zonnekruis in het Landesmuseum Zürich

### Pyreneeën
Cirkels met in steen gehouwen kruizen zijn blootgelegd in paleolithische grotten in de Pyreneeën.

### Griekenland
In het Oude Griekenland was het zonnekruis een symbool van de aarde en werd het als zodanig overgenomen door middeleeuwse astrologen. In middeleeuwse alchemie symboliseerde hij ook koperverbindingen.

### Egypte
In Egyptische afbeeldingen verschijnen "vierspaaks wielen" die lijken op het wielkruis op strijdwagens.

### Nart-epos
In het Ossetische Nart-epos symboliseert het zonnekruis het wiel van Balsag; volgens de Iraanse expert Vaso Abaev is dit een zonnewapen dat teruggaat tot het wonderbaarlijke wapen van Indra. Volgens de mythe werd het wiel van Balsag gelanceerd door de eigenaar - Balsag, op verzoek van Syrdon, om de sterkste van de sleeën - Soslan - te doden. De eerste keer werd het wiel door Soslan in beslag genomen, maar toen hij over intelligentie beschikte, wendde hij zich tot hem met het verzoek om los te laten. De tweede keer vond hij Soslan slapend in het bos en rende over zijn benen. De verbannen bloedden dood en stierven. 
Batraz, de zonneheld van het Nart-epos, genaamd de zoon van Khurzarin, de moeder van de zon, en de neef van Soslan (Soslan was bovendien de echtgenoot van Atsyrukhs, het meisje van de toren, dochter van Khurzarin), vond het wiel van Balsag en brak het.

### Inheemse Amerikanen in de Verenigde Staten
Ook onder de Inheemse Amerikanen in de Verenigde Staten is het zonnekruis bekend.
Het Caddo-volk gebruikt het zonnekruis.
Ook het medicijnwiel is bekend

Zonnekruis van de Caddo
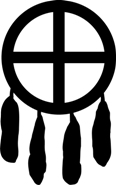
Medicijnwiel

### Keltische mythologie
Tijdens de ijzertijd en de oudheid verschijnt het wiel als een zonnemotief in de Keltische mythologie en wordt aangenomen dat het toebehoort aan Taranis, b.v. bij Ketel van Gundestrup en bij het altaar van de zonnegod in Lypiatt in Gloucestershire.

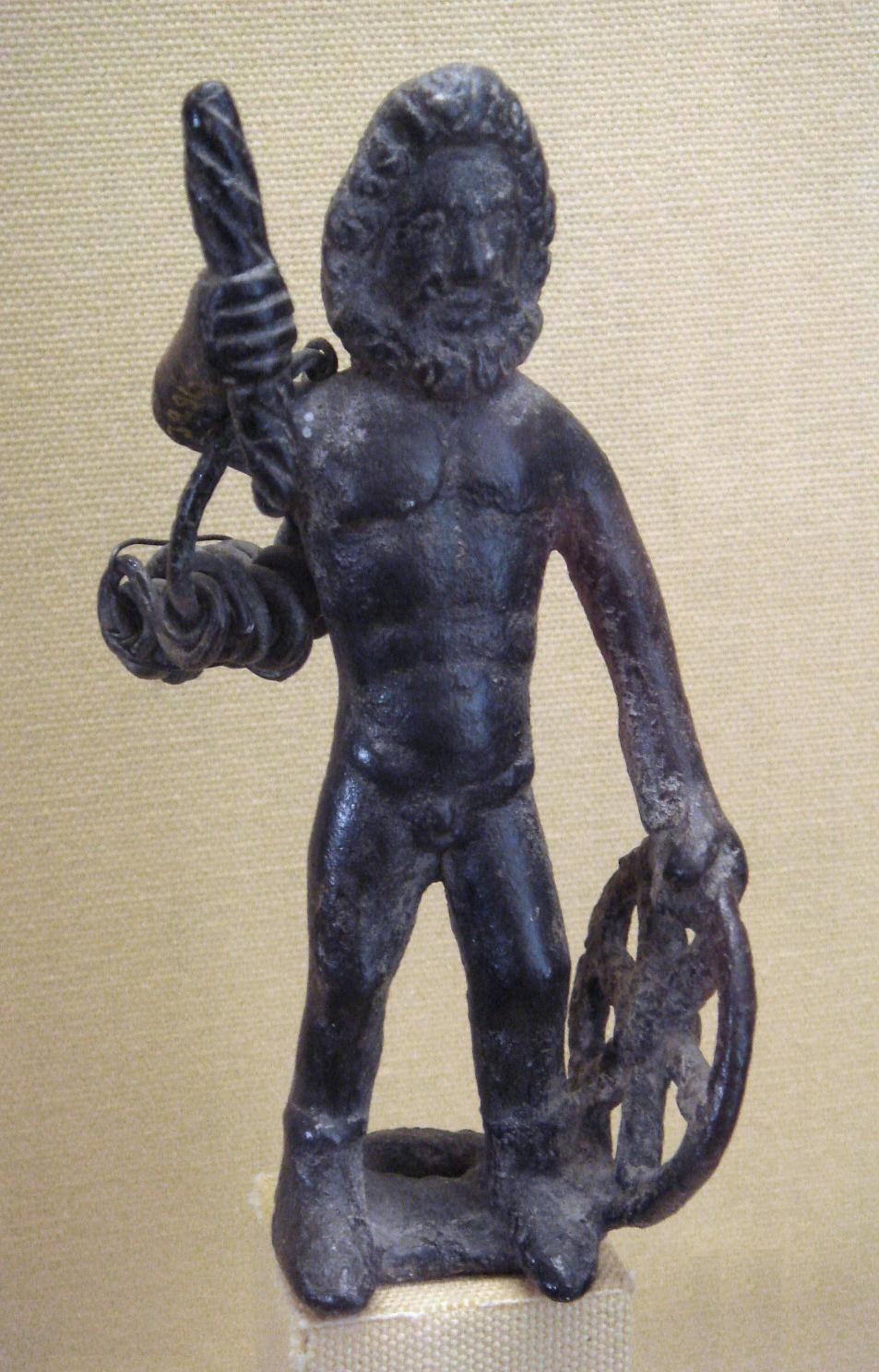
Taranis Jupiter met wiel en bliksemschicht, Le Chatelet Gourzon, Haute-Marne, Frankrijk

### Sami

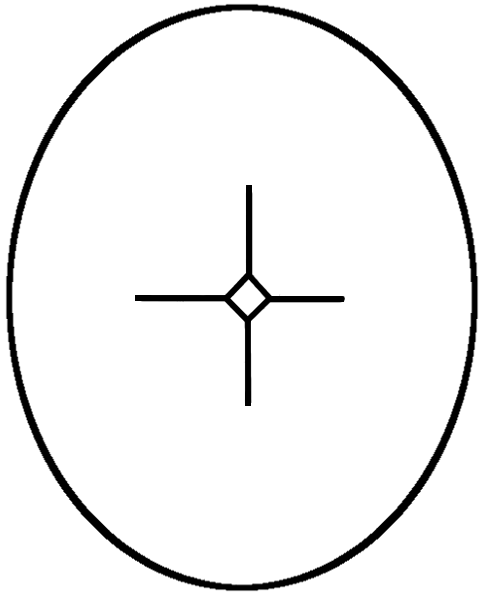
Symbool van de Sami voor de zonnegodin Beaivi

Bij de Sami wordt de zonnegodin Beaivi uitgebeeld als een kruis.

### China
In het oude China werd dit symbool geassocieerd met donder, kracht, energie en respect.

### Japan
De shimazu gebruiken het symbool als hun mon.

De mon van de Shimazu

### Middeleeuwen

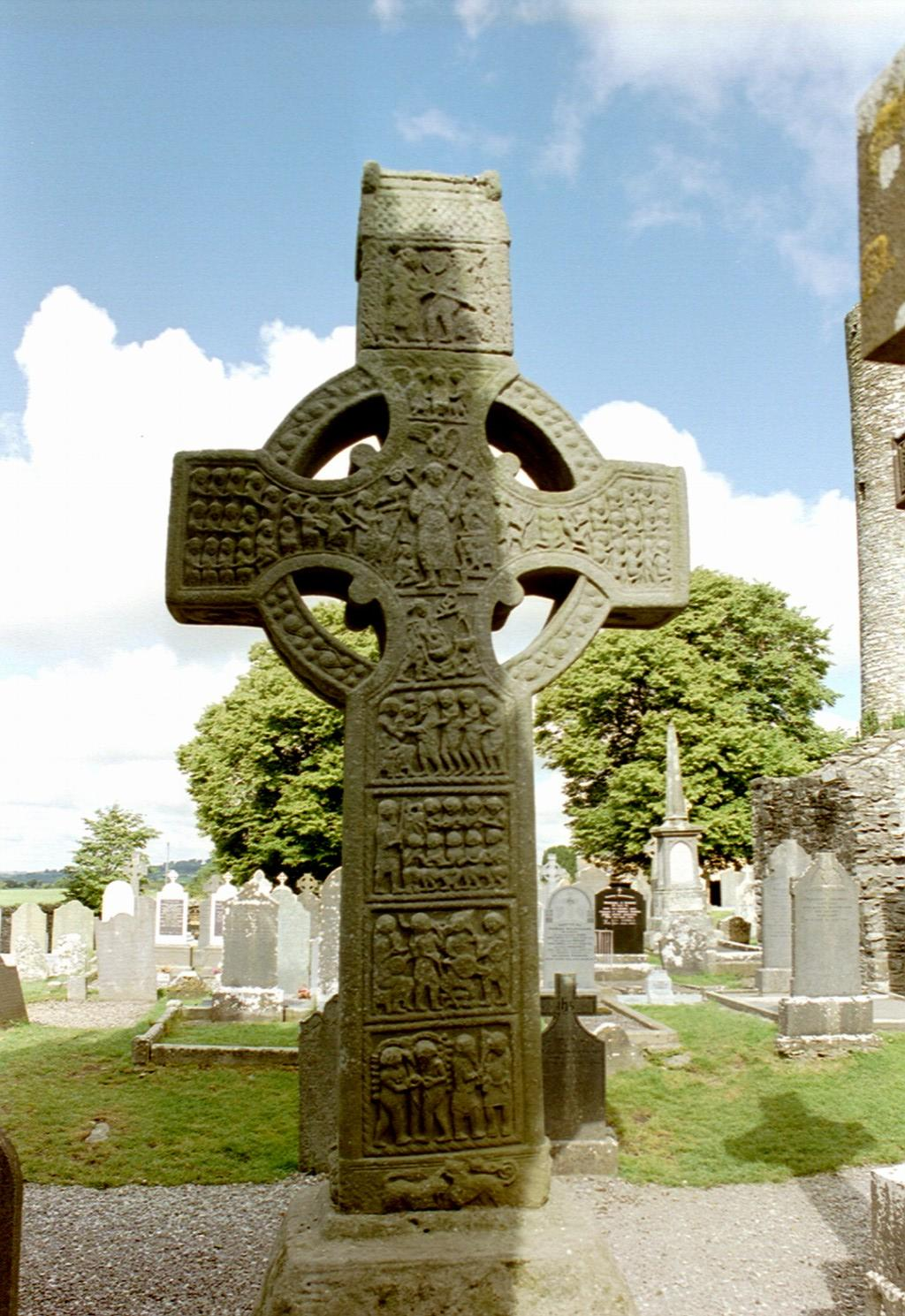
Het Ierse of Keltische Hoge Kruis zou het oude zonnesymbool hebben gemengd met het christelijke kruisbeeld.

In de middeleeuwen werd het symbool gebruikt als wijdingskruis (Apostelkruis) op kerkgebouwen.
Met de introductie van het christendom in Noorwegen rond het jaar 1000 na Christus kreeg de cirkel met kruis een nieuwe symboliek. Als een kerk werd ingewijd, werden vormen van deze figuur uitgehouwen of op de kerkmuur geschilderd. De figuur zou dan kunnen worden geïnterpreteerd als een symbool dat de kerk eigendom was van Christus. De figuur werd gebruikt als een inwijdingssymbool en kan worden geïnterpreteerd als het weghouden van demonen of kwade krachten. Bij de staafkerk van Uvdal in Buskerud staat een groter zonnekruis buiten de muur.
We vinden het wielkruis in veel Noorse huismerken. Het is niet zeker in hoeverre de figuur toen een of meer soorten betekenis of symboliek had. Deze eenvoudige figuur is mogelijk alleen gebruikt als een praktisch kenmerk dat geschikt is voor graveren en handschrift.

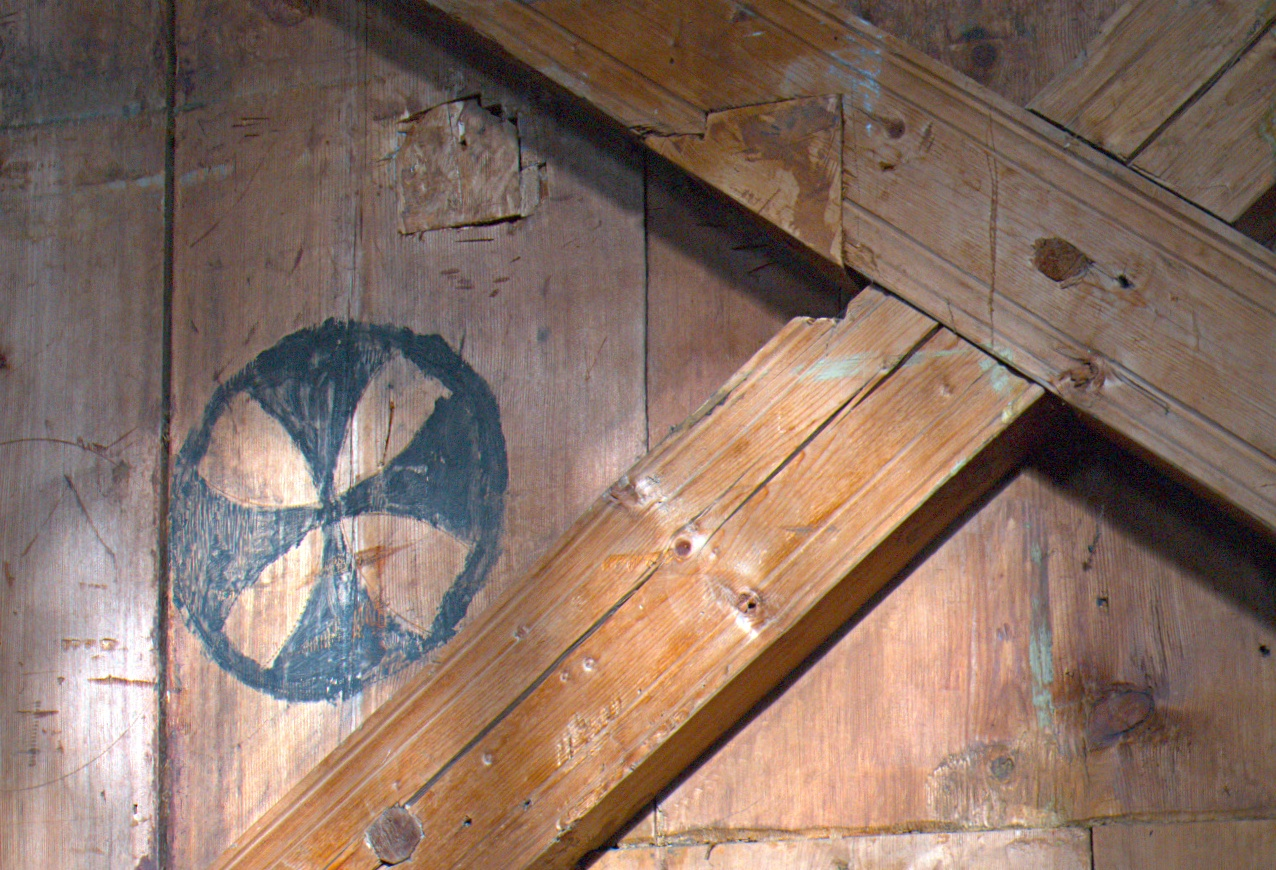
Een van de verschillende kruizen op de noordelijke muur van de Reinli staafkerk in de gemeente Sør-Aurdal in Oppland. Het symbool is een vormvariant van het zon- of wielkruis
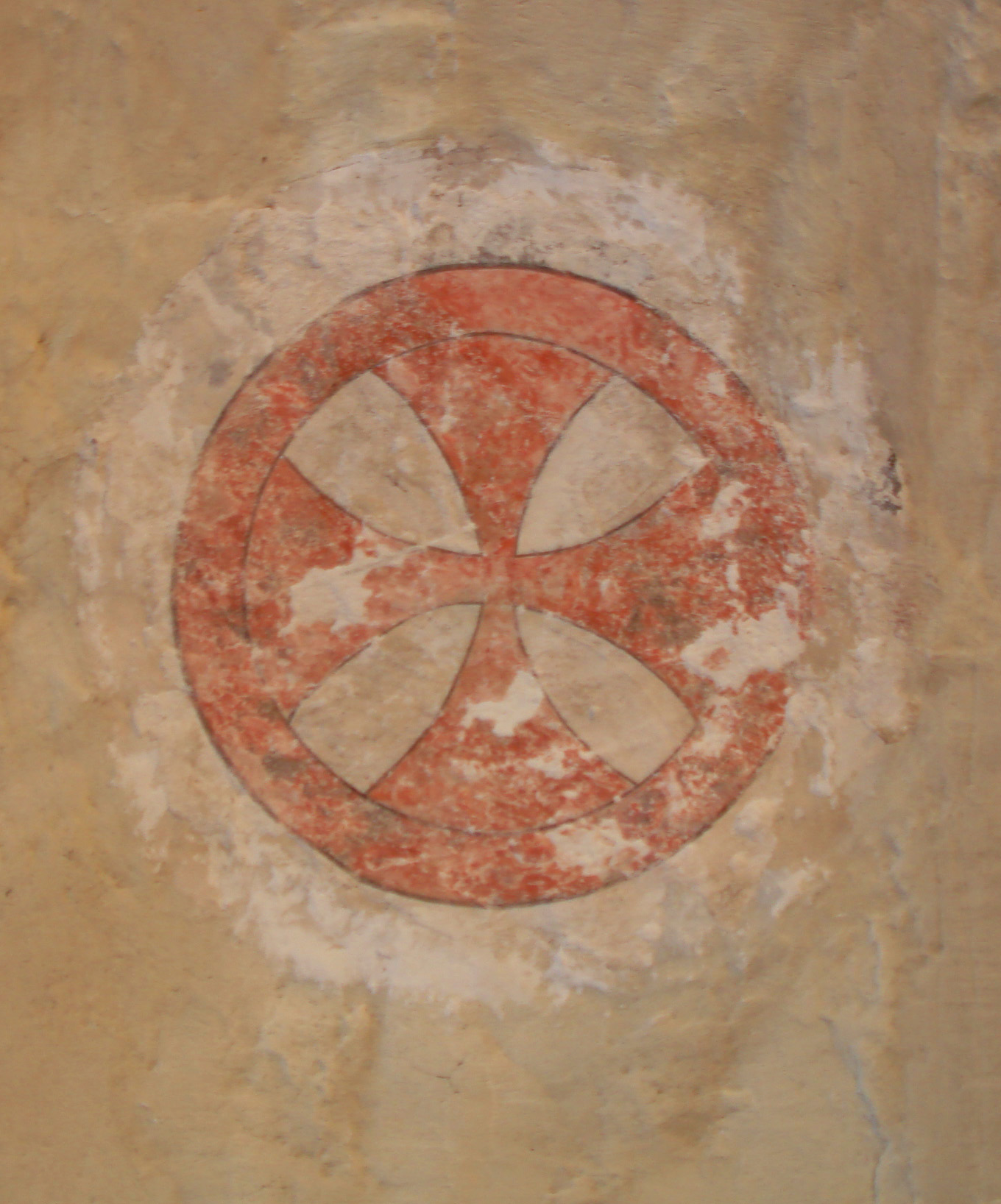
Inhuldigingskruis in Slidredomen, een stenen kerk uit de 12e eeuw in Vestre Slidre in Oppland
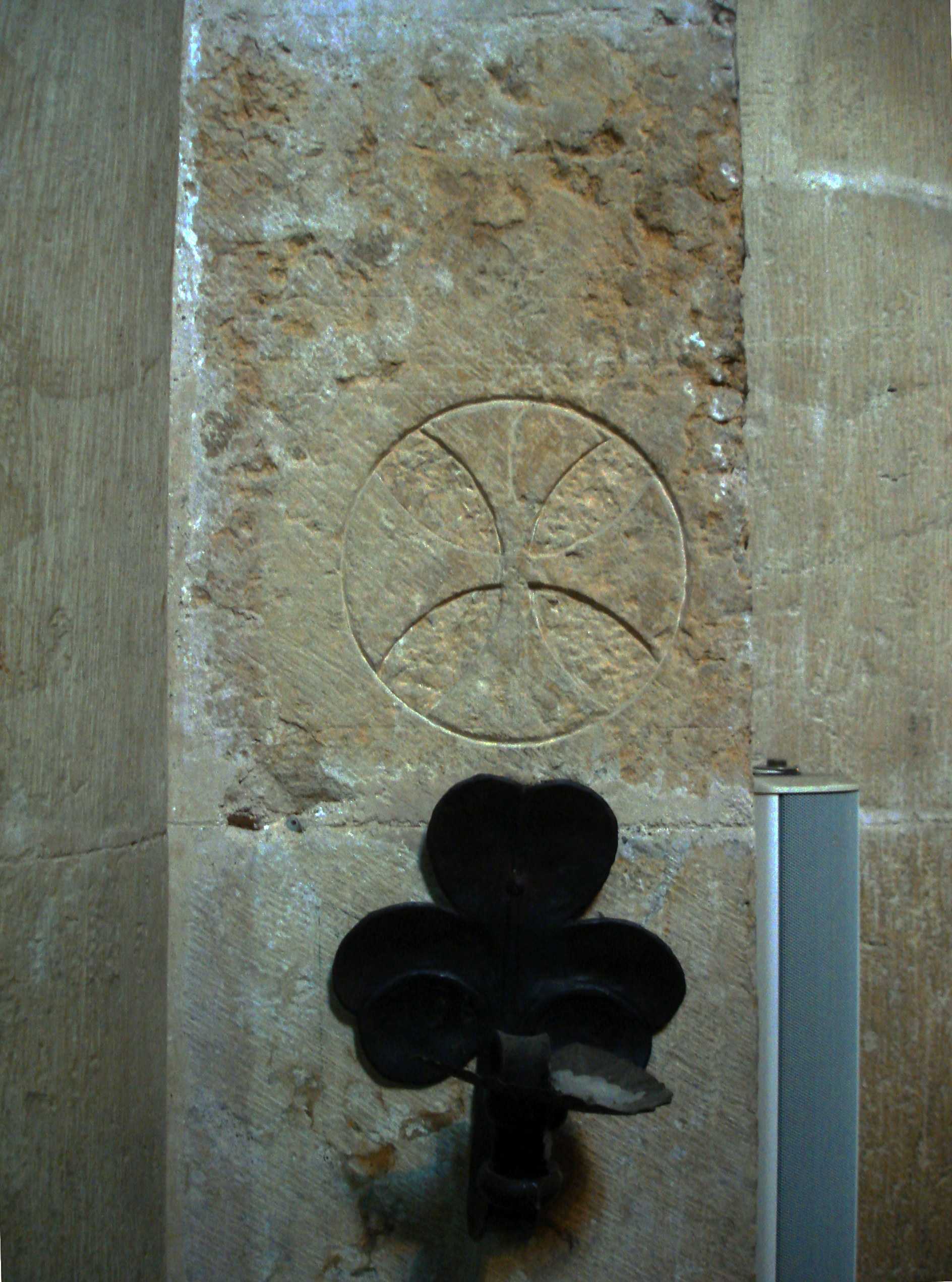
Inhuldigingskruis in de oude kathedraal in Coimbra in Portugal uit de 12e eeuw. Onder het kruis wordt volgens de traditie een kandelaar geplaatst.
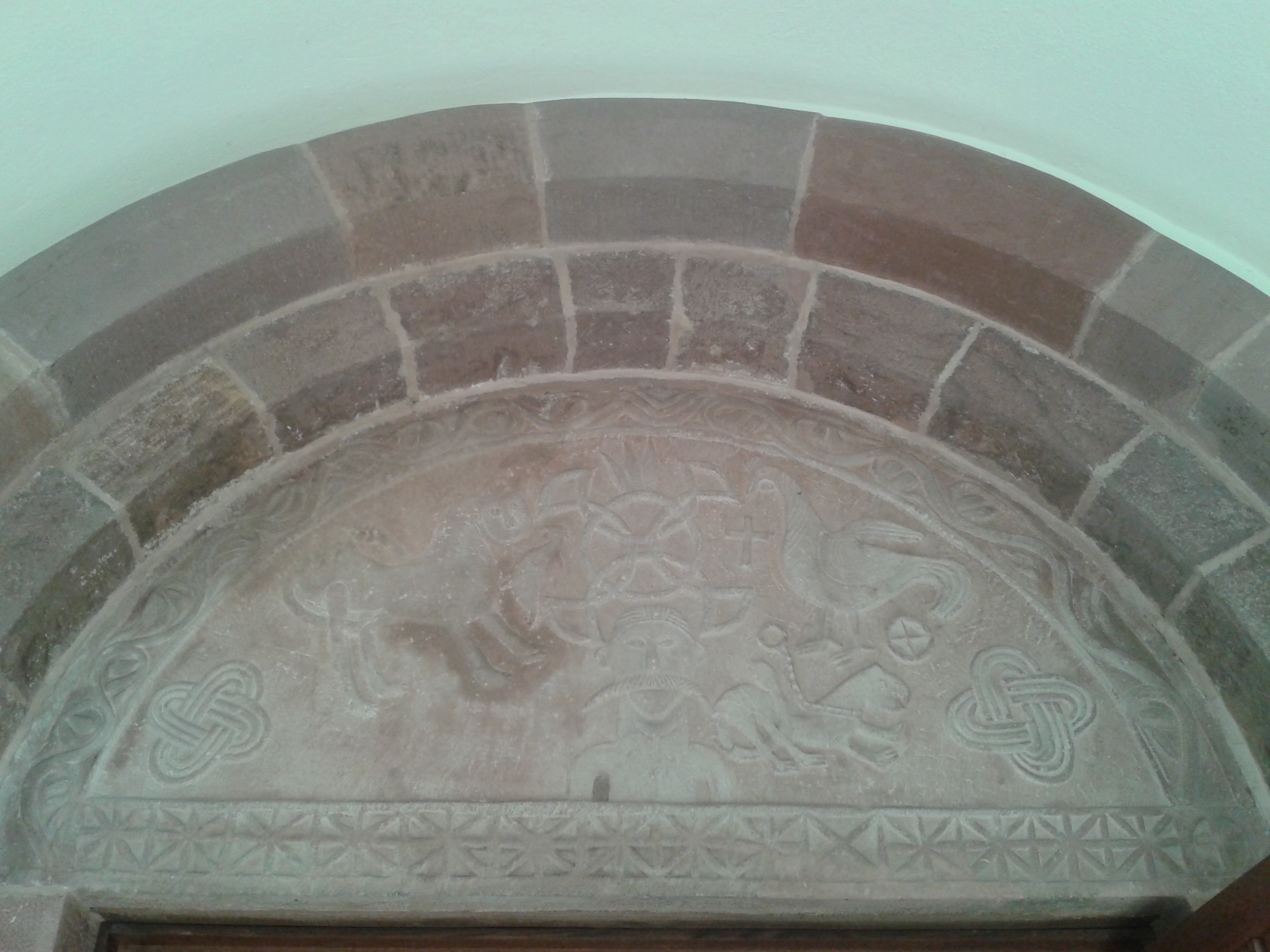
Zonnekruis boven de ingang van de Altstadtkirche St. Martin, Pforzheim, Duitsland
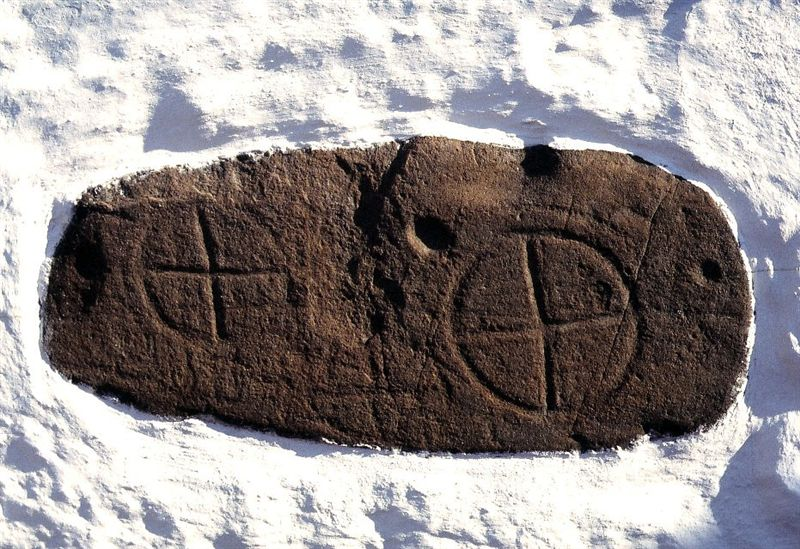
Cupmarks en zonnekruizen bij Asnæs Kirke, Denemarken

### Nationaalsocialisme
Binnen het nationaalsocialisme werd het zonnekruis veelvuldig gebruikt als variant van het hakenkruis. Daarbij werd benadrukt dat het hakenkruis in Oudnoorse geschriften bekend stond als sólarhvel ('zonnewiel'). Ook werd verondersteld dat het een magische rune betrof. De Nederlands-Duitse oudheidkundige Herman Wirth gaf het zonnekruis een belangrijke plek in zijn symbolenleer. In Nederland introduceerde de nationaalsocialist Hermannus Reydon deze gedachten via zijn boek Het zonnerad (1936). Friese fascisten beschouwden het zonnerad of joelrad als de inheemse variant van het hakenkruis. Het zonnekruis gold tijdens de Duitse Bezetting als een van de symbolen van het Koninkrijk der Nederlanden. De afbeelding werd gebruikt op postzegels van 1 cent.
In Noorwegen was het zonnekruis voor en tijdens de Tweede Wereldoorlog het embleem van de fascistische partij Nasjonal Samling (NS) onder leiding van Vidkun Quisling.
In het Westfaalse stadje Lügde, tussen Paderborn en Hamelen bestaat de oude traditie van de Osterräderlauf, waarbij men ter viering van de opstanding van Christus in de vroege ochtend van Paaszondag enkele brandende zonnewielen (Sonnenräder) van een heuvel laat rollen. Daarbij worden de kerkklokken geluid, waarna een volksfeest begint. Onder het nationaalsocialisme in 1935 zetten de nazi's deze oude traditie voor hun eigen doeleinden in. Een groep katholieke inwoners probeerde dat te verhinderen door de route waar normaliter de brandende wielen naar beneden rolden met een groot houten kruis te blokkeren. Sindsdien hoort een kruis bij het paasritueel. Om het protest te neutraliseren werd het kruis versierd met een nazivlag.

### Heden

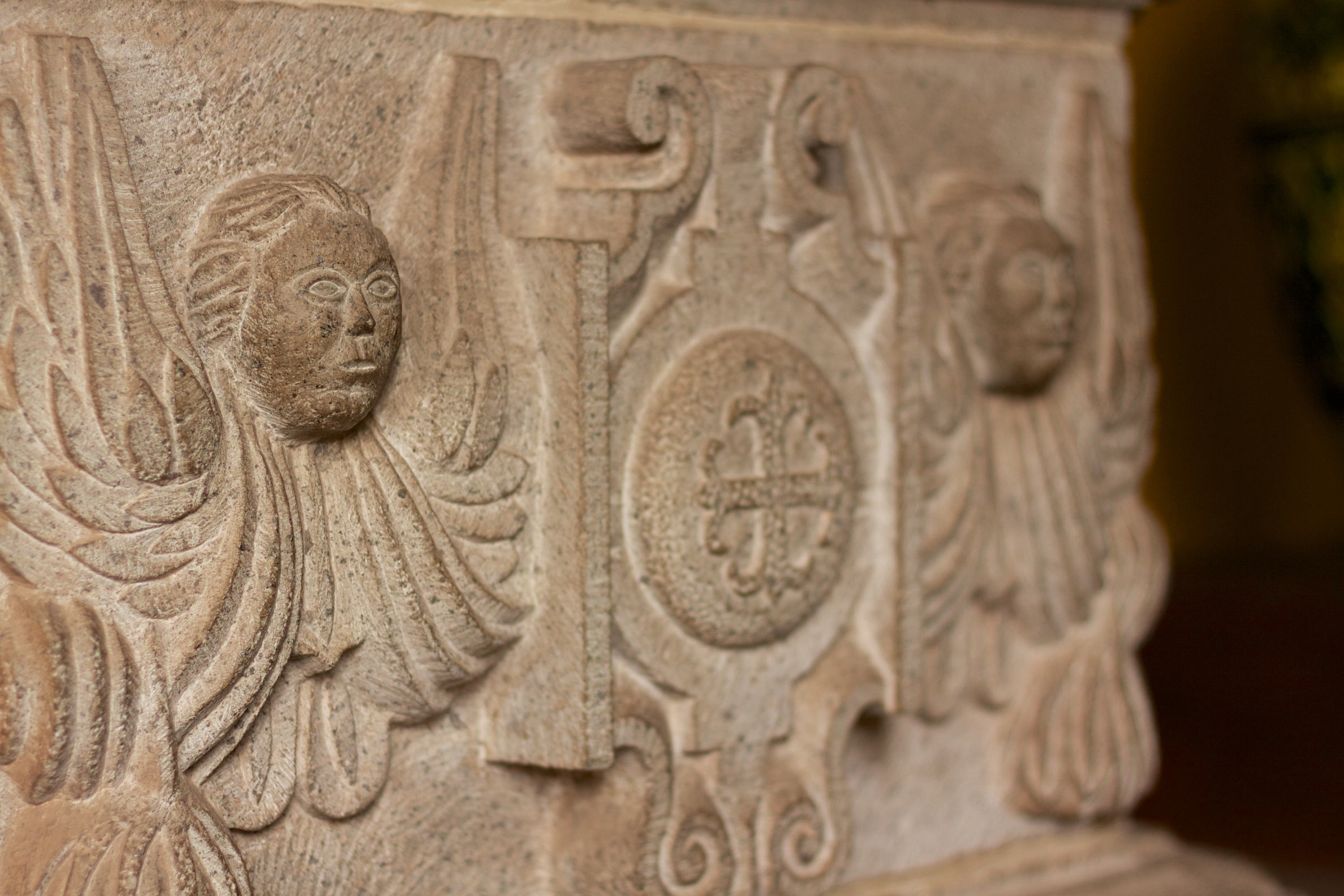
Beeldhouwwerk in het convent van Santo Domingo, gebouwd op de overblijfselen van Coricancha

In het heden wordt het wielkruis nog steeds als symbool gebruikt, bijvoorbeeld in neopaganisme, esoterie en occultisme, maar ook met groepen met racistische en neonazistische ideologieën. In Scandinavië is het symbool negatief beladen vanwege de associaties met de Duitse bezetting van Noorwegen.

Symbool van het jaarwiel met zonnewende en equinox gebruikt door Wicca
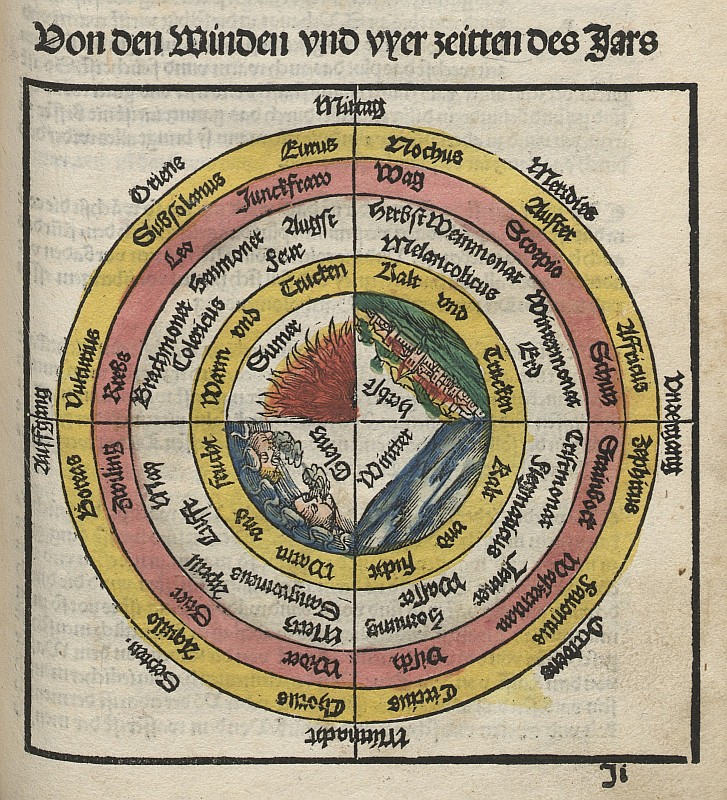
Zonnestand, wind, zodiak, maand, gemoed en elementen, weer, seizoen
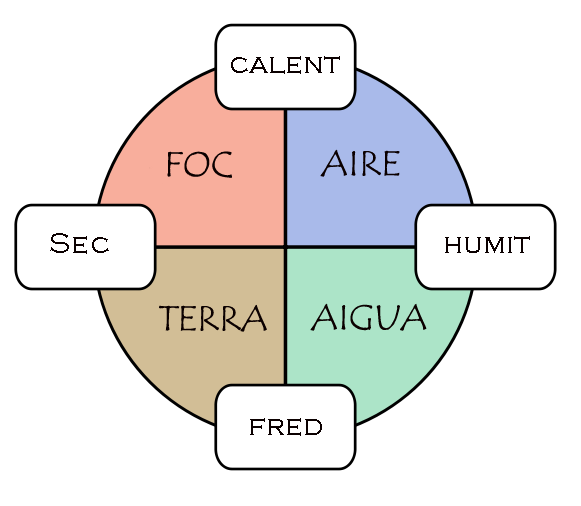
De vier elementen
Vlag van de Paneuropese Unie
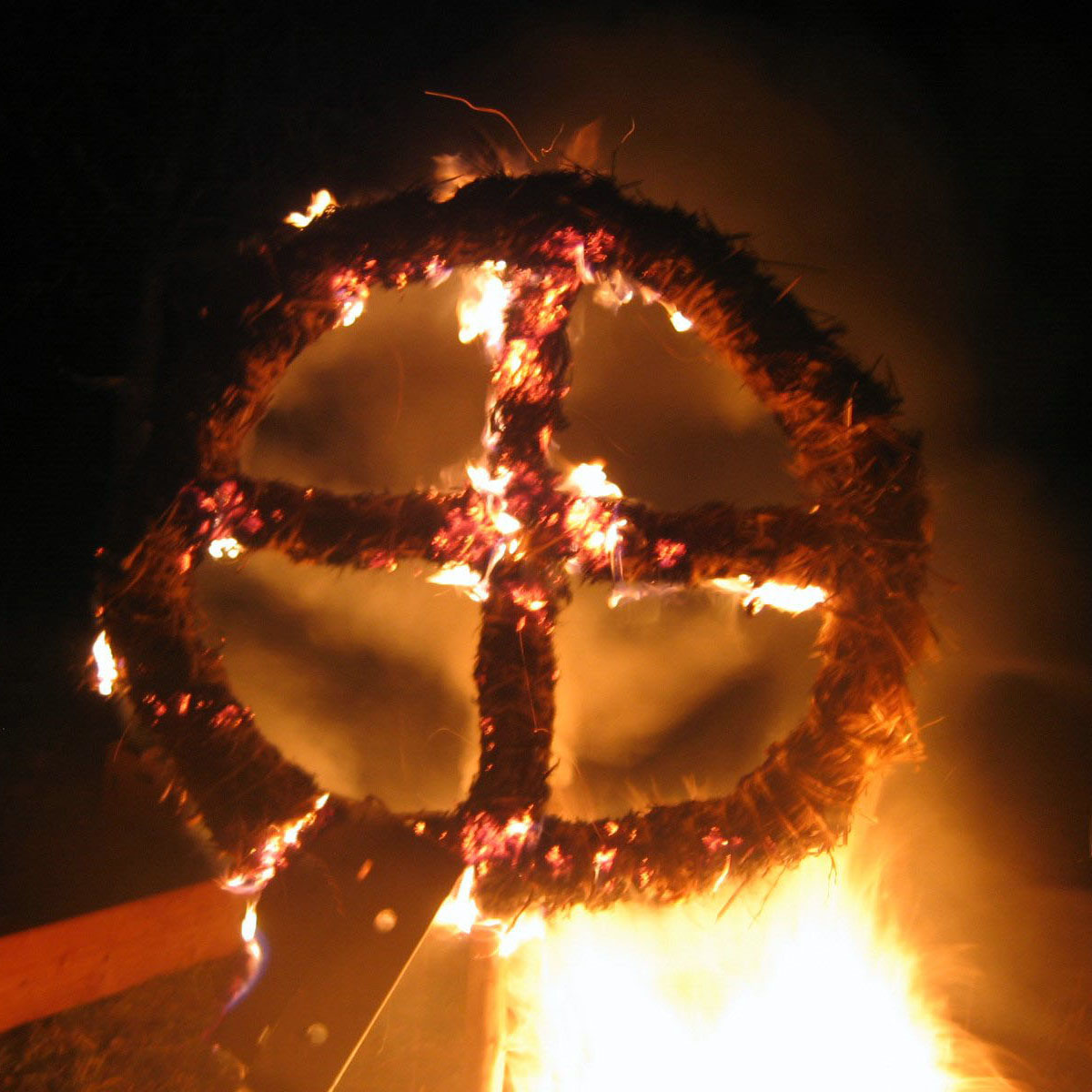
Brandend zonnekruis tijdens het joelfeest
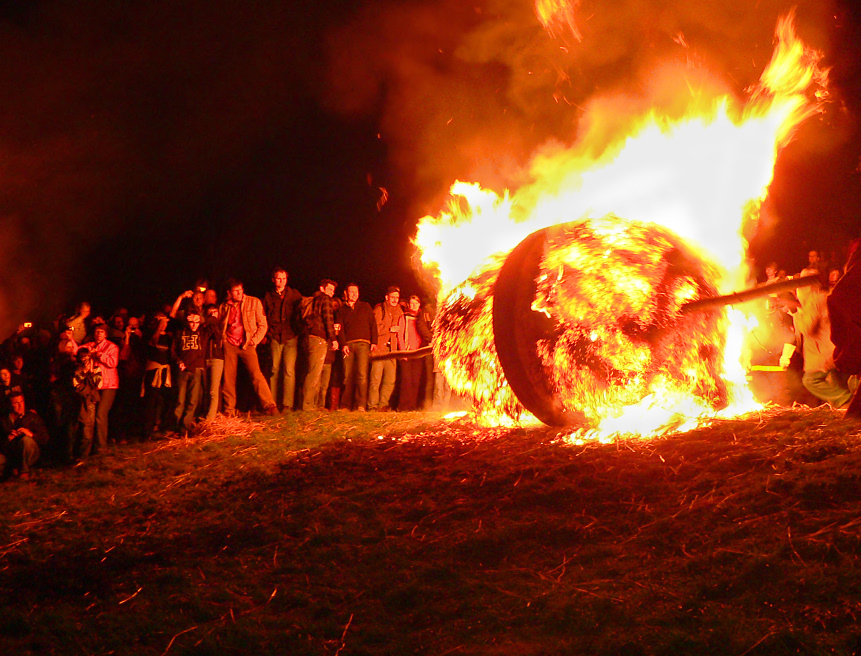
Start van een Osterrad, een brandend zonnewiel,  in Lügde
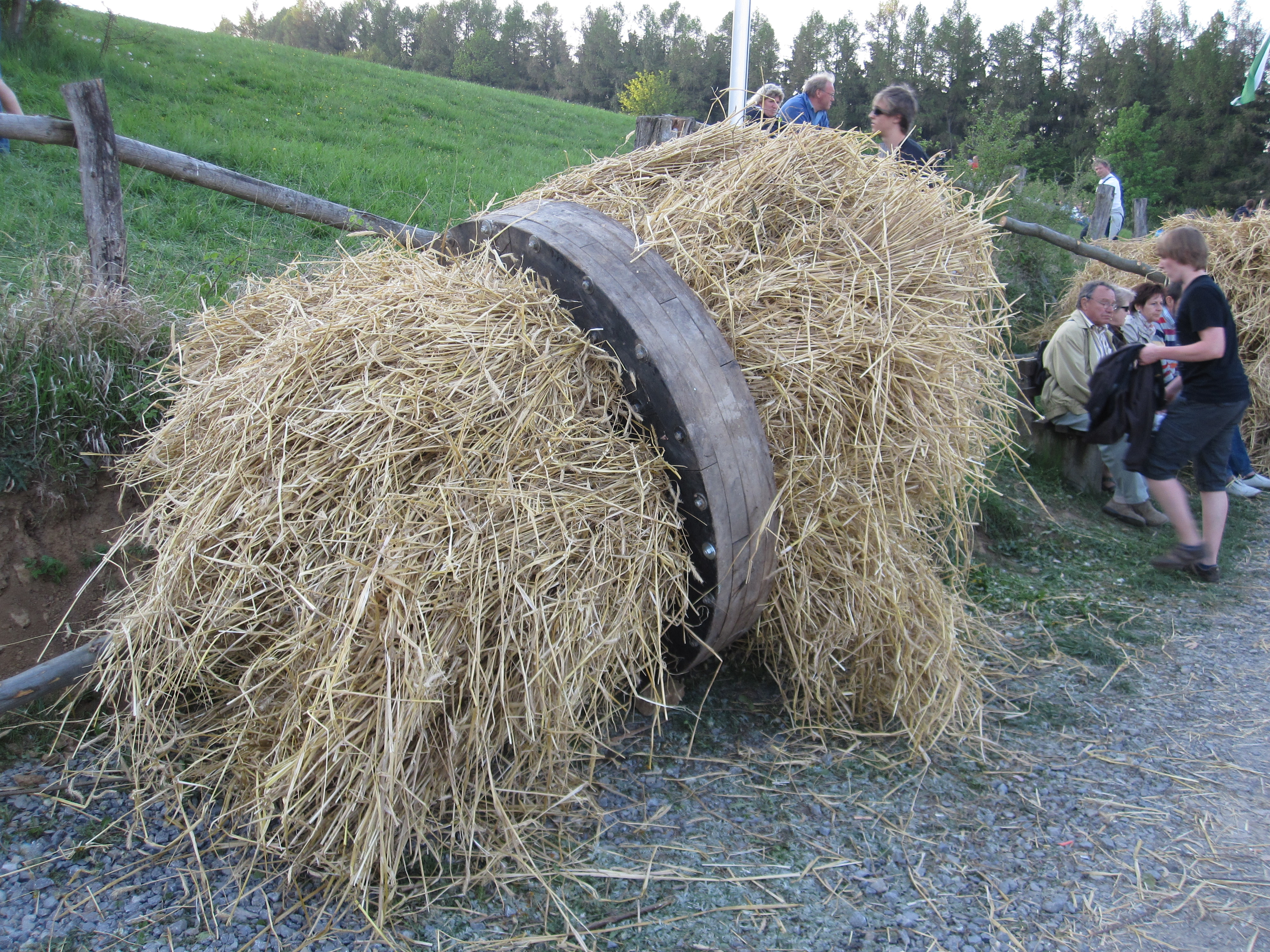
Het Osterrad van Lügde voor de start: het is met stro opgevuld, bijeengebonden met hazelnotenbomen-takken (Pasen 2011)
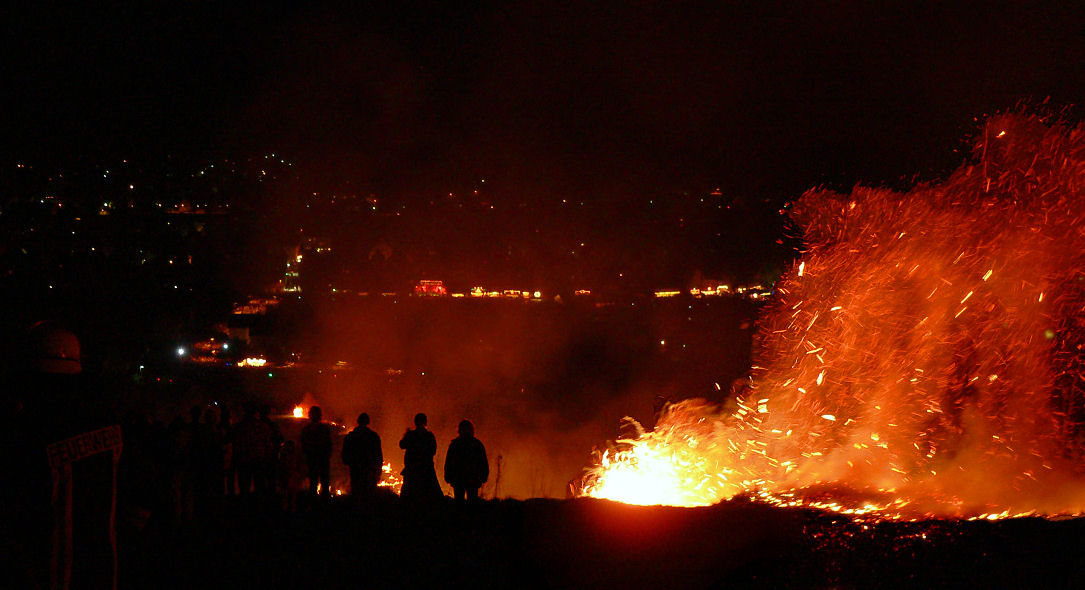
Het wiel rolt brandend de berg af naar Lügde
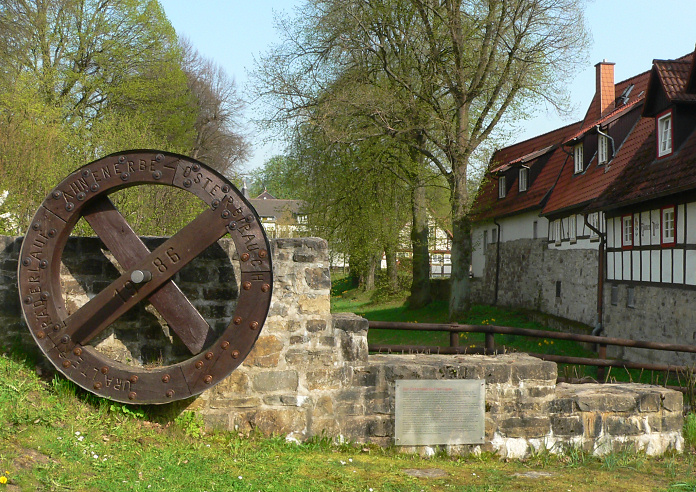
Een tentoongesteld Osterrad in Lügde

## Weblink
- www.luegde.de/osterraederlauf  Webpagina van de gemeente Lügde over de Osterräderlauf

## Afbeeldingen

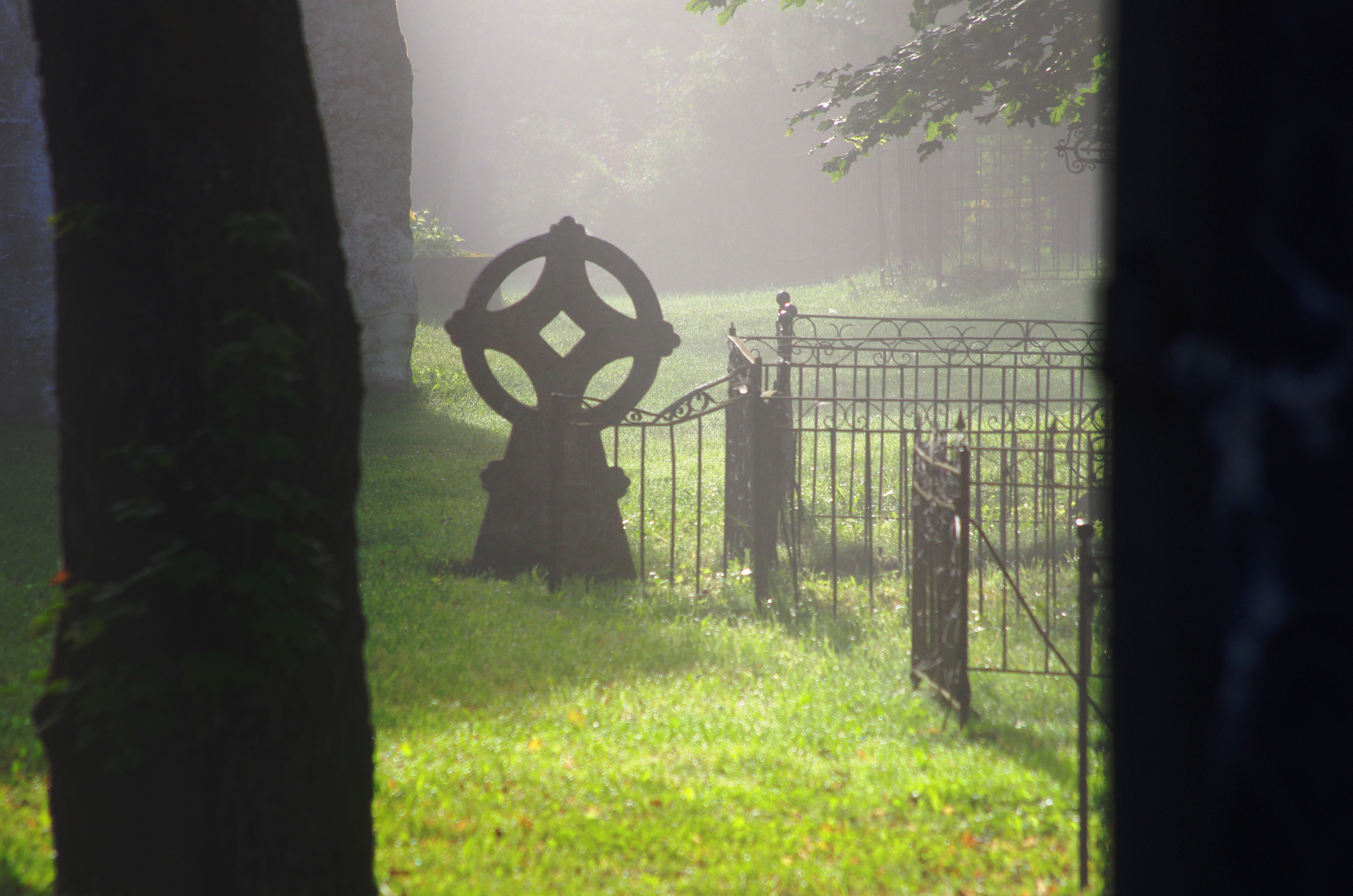
Zonnekruis op een grafsteen bij de Keila kirik in Estland
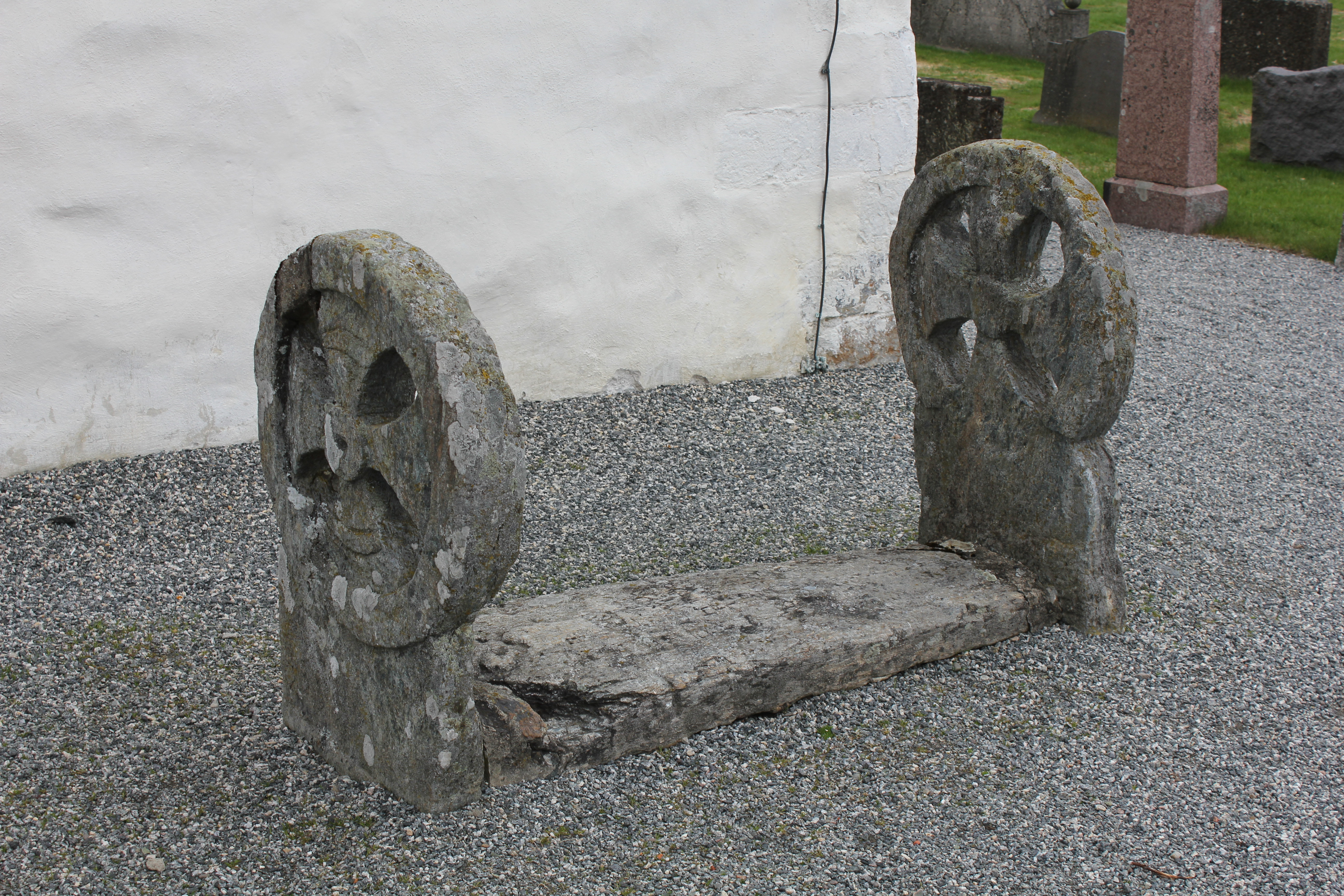
Zonnekruizen bij de Sørum-kerk van Akershus, Noorwegen
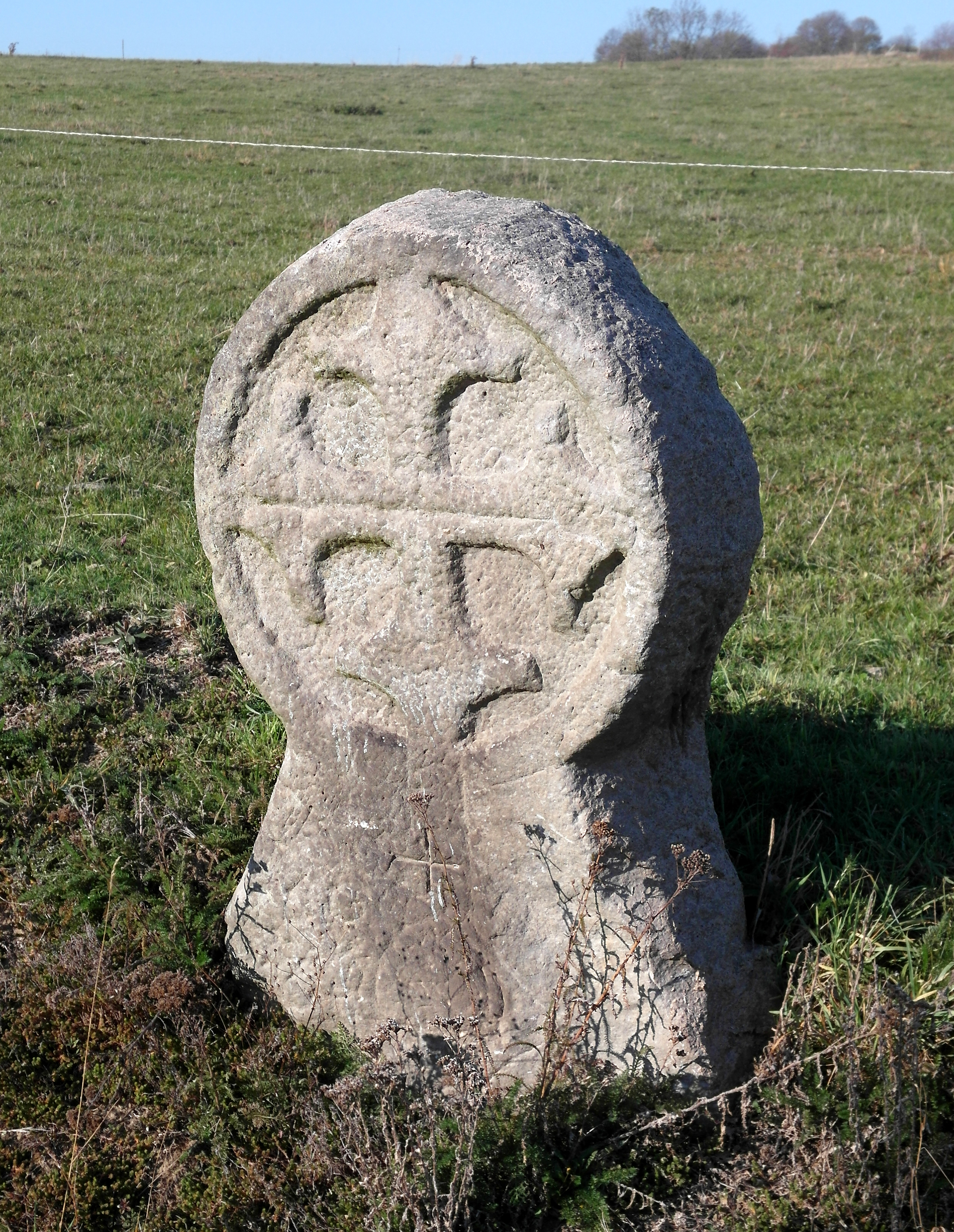
Zonnekruis van zandsteen, Liebstadt (Saksen), Duitsland
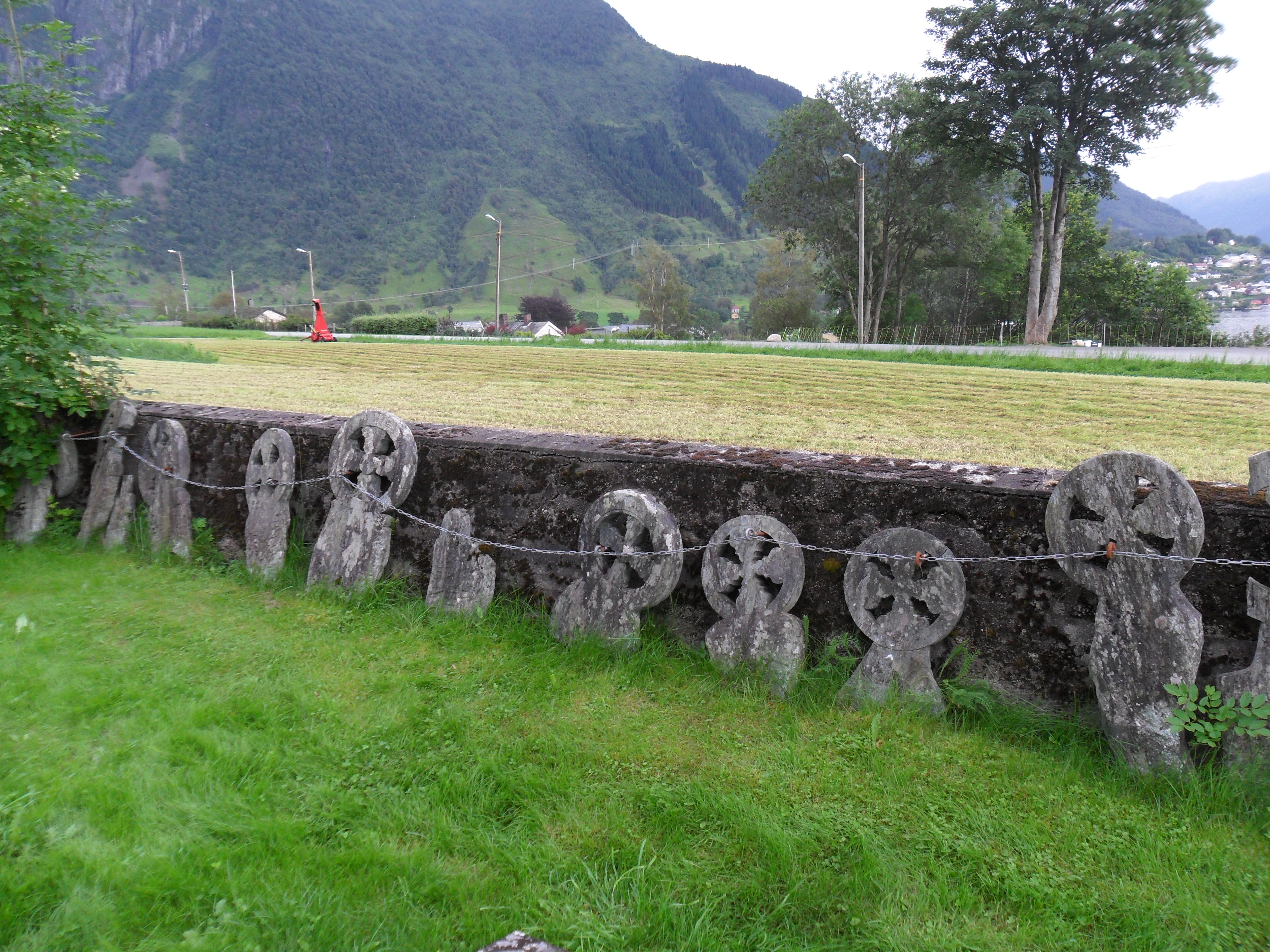
Grafstenen bij de kerk van Kvinnherad, Noorwegen
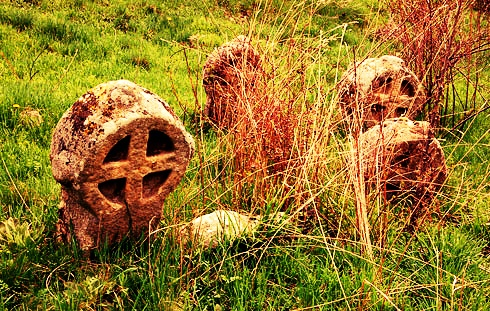
Kruisen op de middeleeuwse begraafplaats in Garlo, Bulgarije
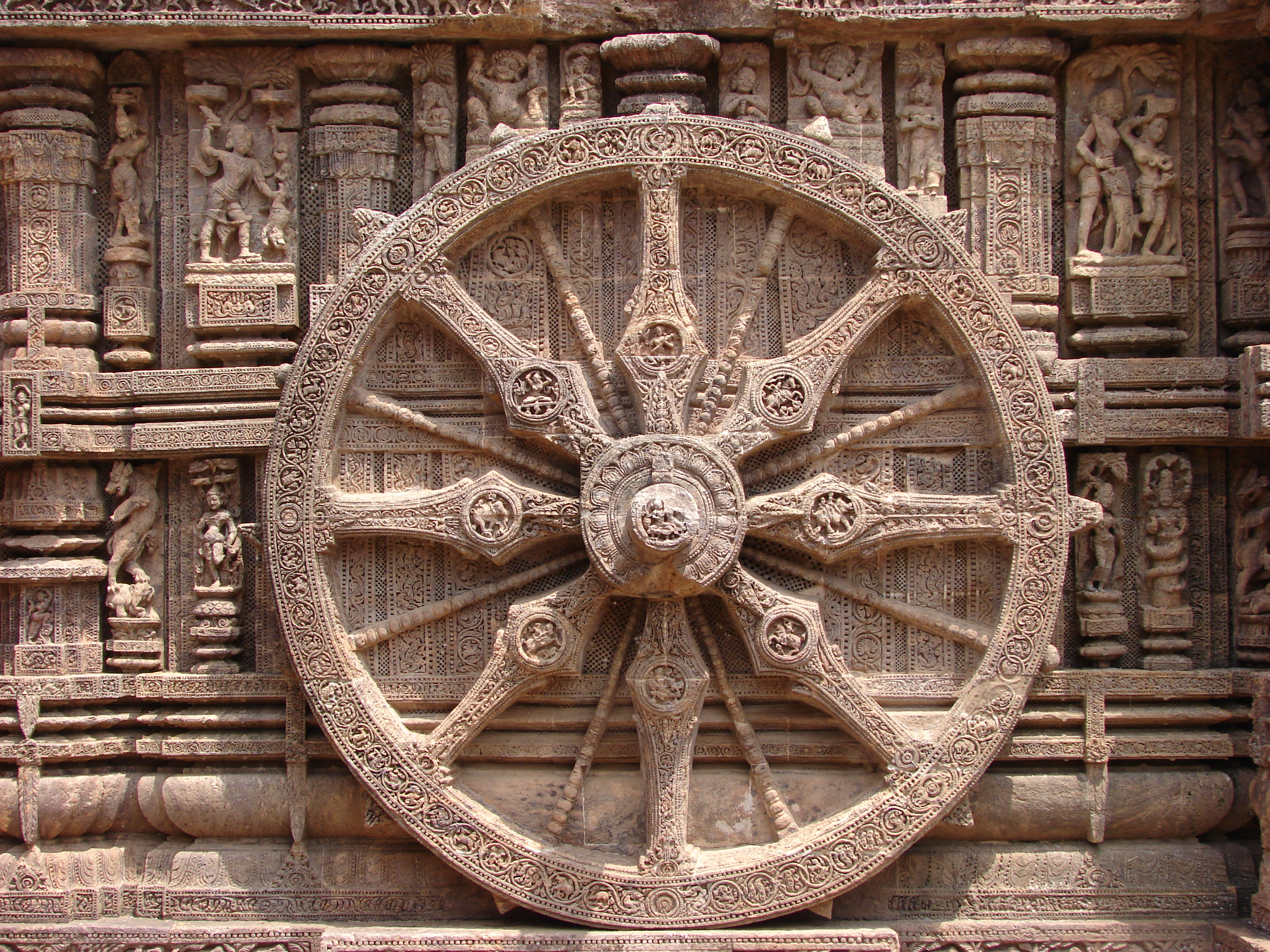
Het zonnekruis op de zonnetempel van Konarak, de hele tempel is ontworpen als een weergave van de wagen van de zonnegod Surya, India
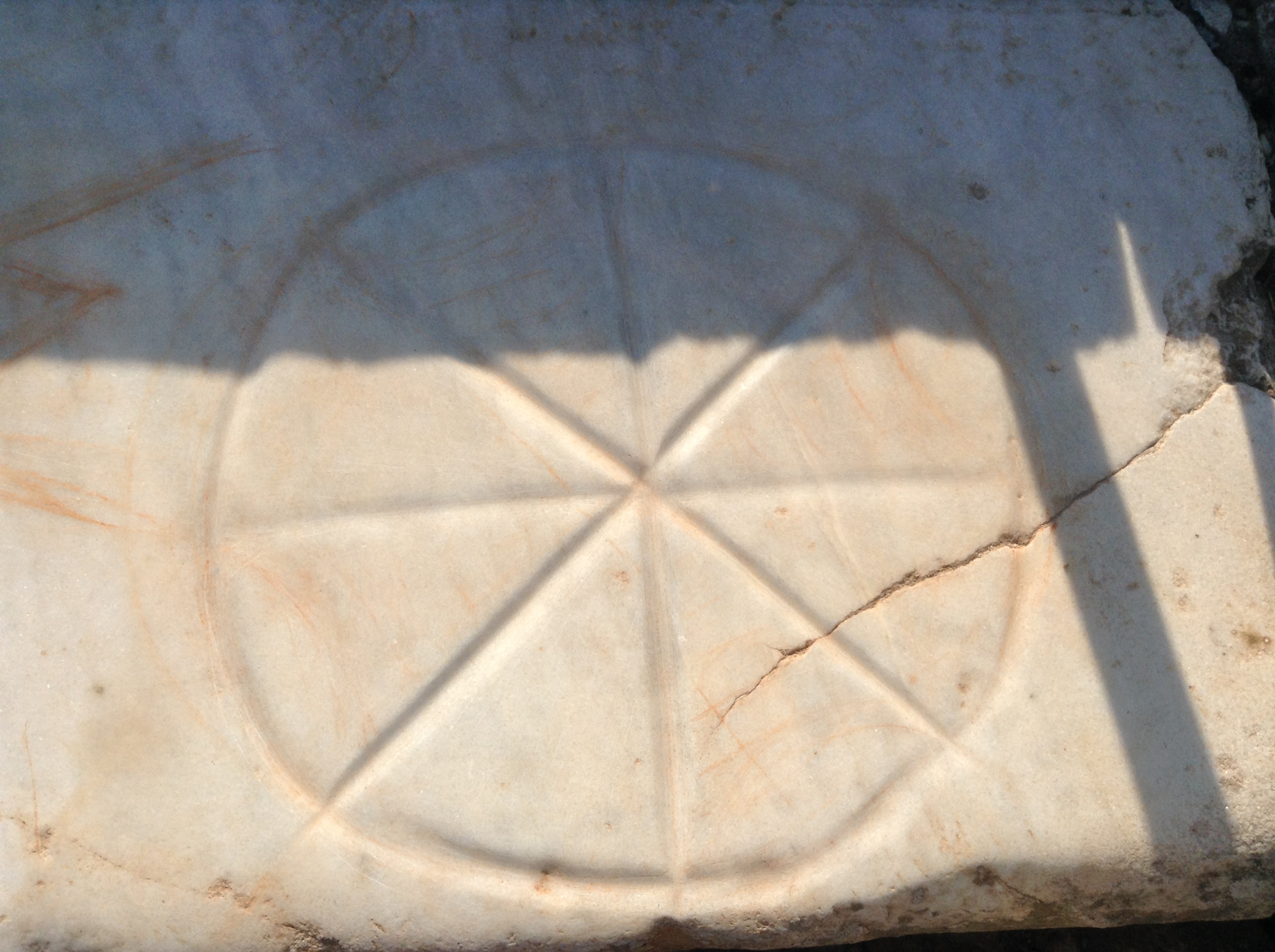
Zonnekruis in Efeze, Turkije
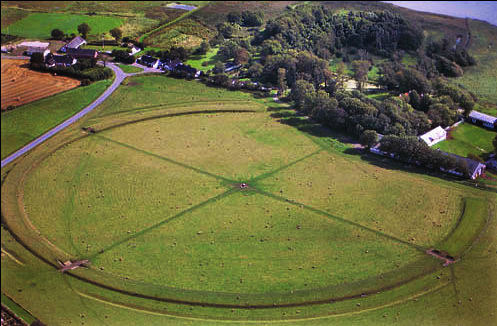
Ringwalburcht Aggersborg
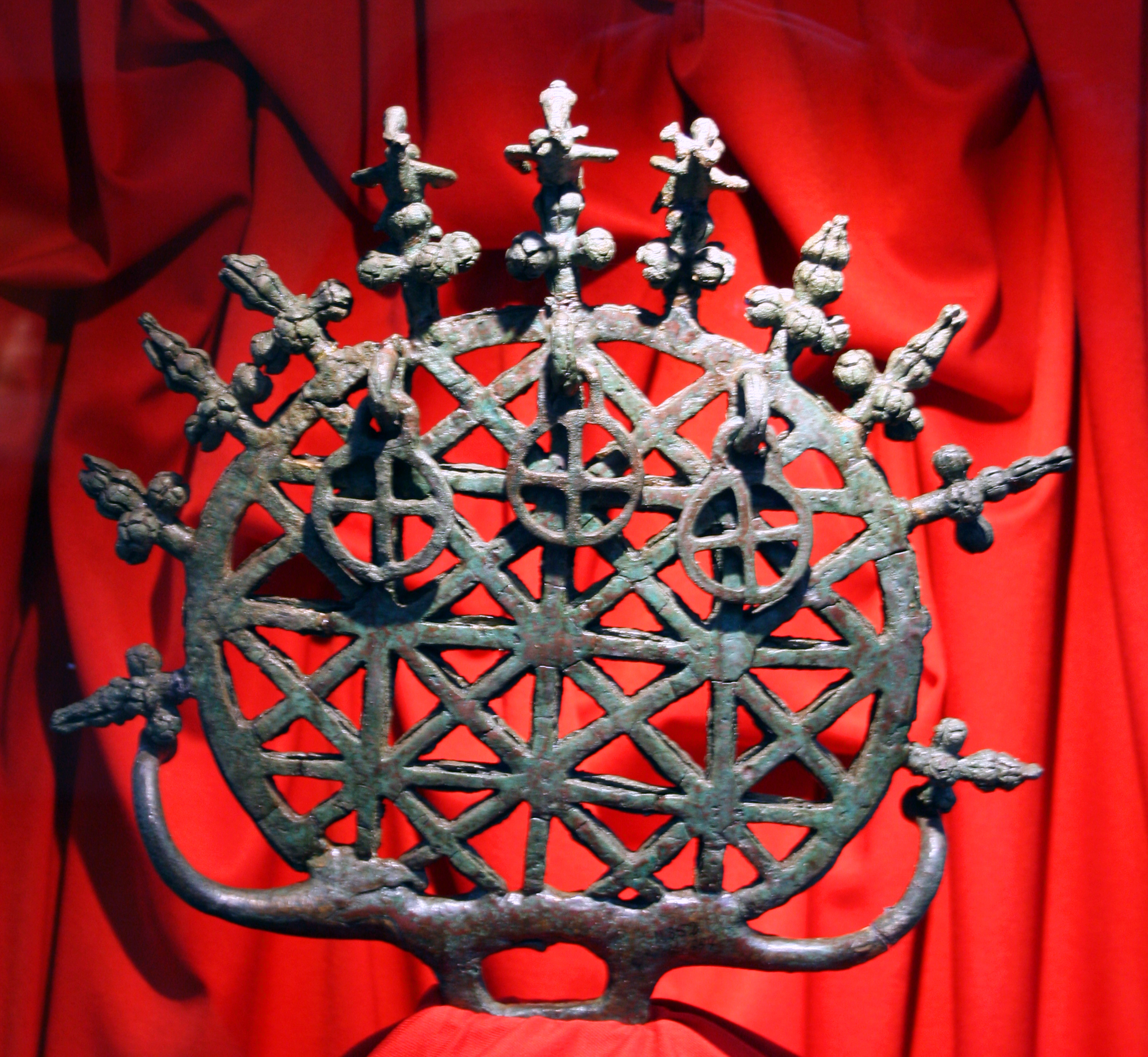
Drie zonnekruizen op een van de 13 zonneschijven uit de vroege bronstijd die in de tombes van Alancahöyük in Turkije, een cultusplaats voor Zippalanda of Arinna, zijn gevonden. Aangenomen wordt dat ze een rituele betekenis hadden, maar de reden waarom ze in de tombes zijn geplaatst is niet duidelijk
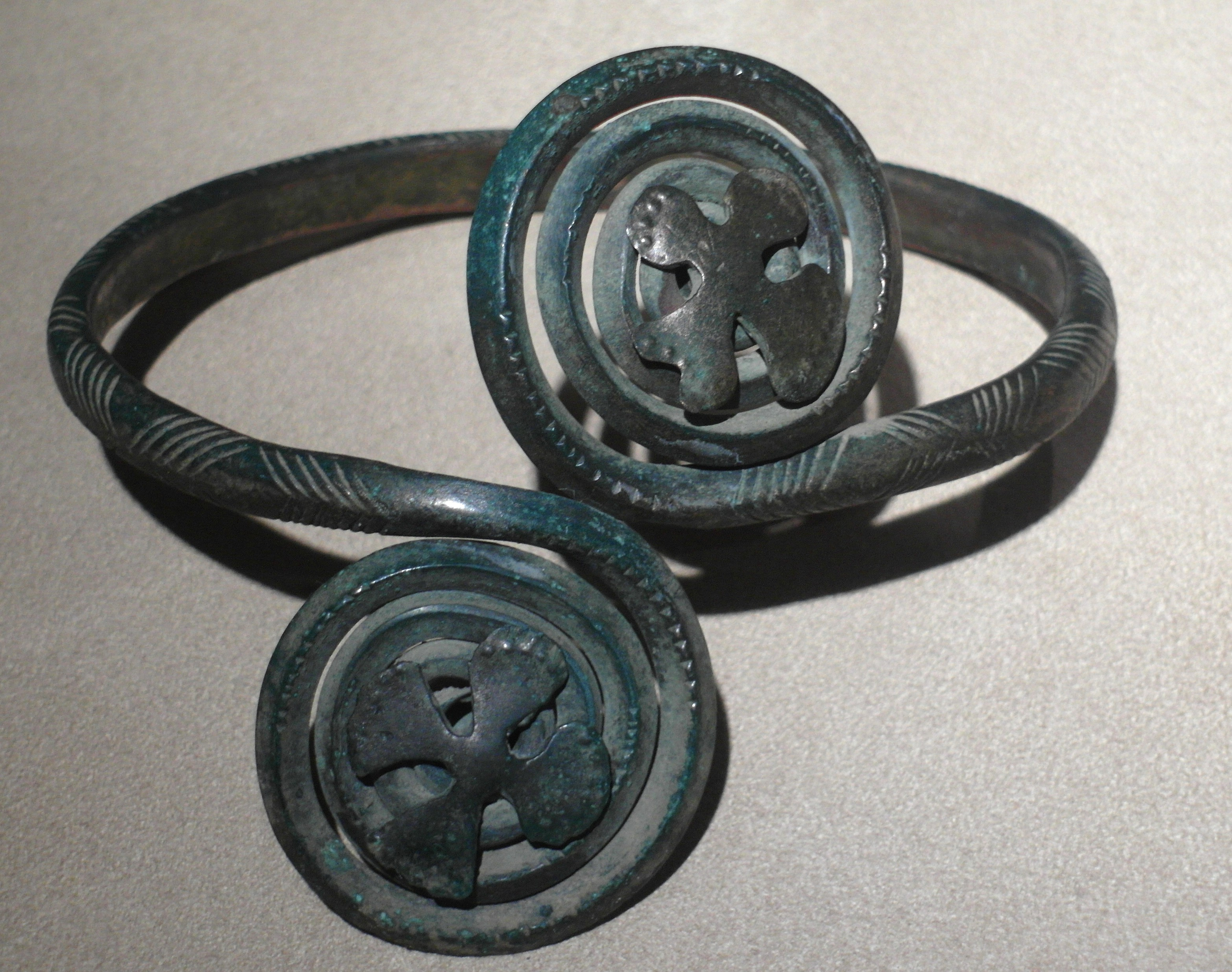
Pauldrons van de Lausitzcultuur uit de schat van Krobów (1200-1000 v.Chr.), een zichtbaar zonnekruis, soms geïnterpreteerd als een klavertjevier

## Zie ook

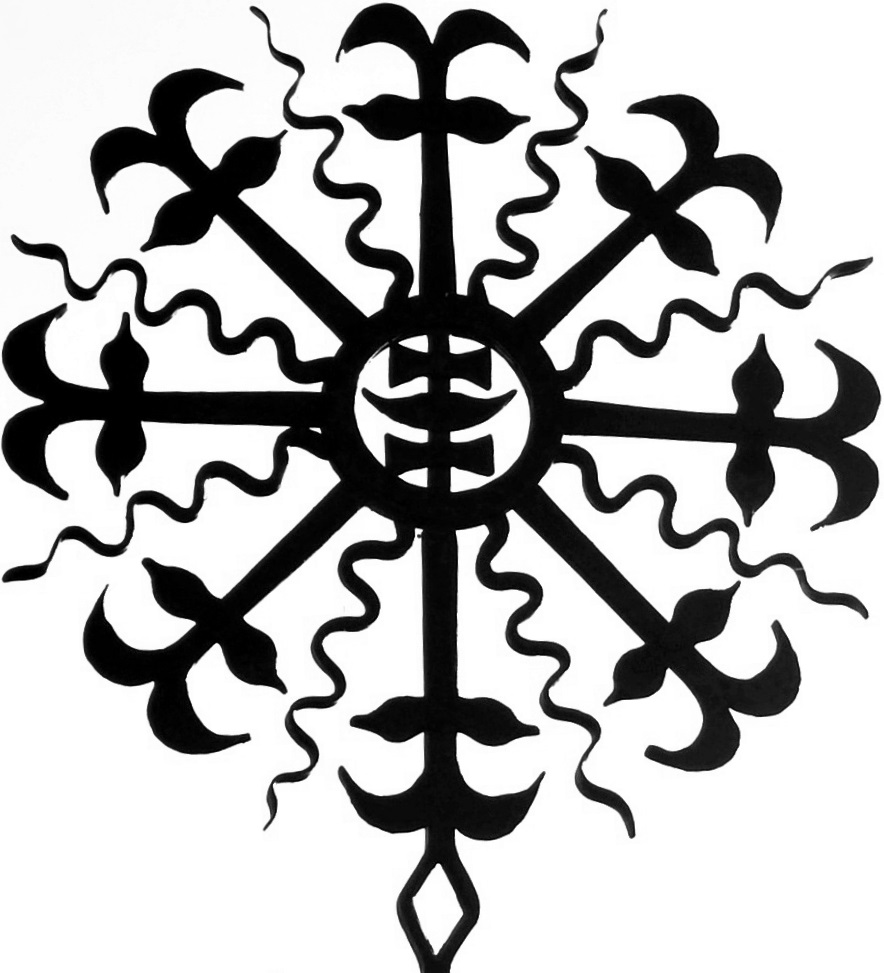
In Litouwen zijn verschillende kapelzuilen en monumenten versierd met het oersymbool van de zon; het zonnekruis